# Варшавское восстание (1944)
Варша́вское восста́ние — восстание против нацистской Германии в Варшаве с 1 августа по 2 октября 1944 года, организованное командованием Армии Крайовой (АК) и представительством польского правительства в изгнании.
В восстании приняли участие все действовавшие в то время в городе подпольные организации. Кроме АК в восстании участвовали отряды Национальных вооружённых сил и сформированные левыми силами отряды Армии Людовой, Польской армии людовой и Корпуса безопасности . В составе Армии Людовой принял участие в восстании и отряд Еврейской боевой организации.
Варшавское восстание в военном отношении было направлено против немцев, политически — против СССР, Польского комитета национального освобождения и демонстративно — против политики западных союзников.
Вооружённое выступление началось 1 августа 1944 года, когда немецкие части контратаковали 2-ю танковую армию, через несколько часов после того, как армия перешла к обороне. Непосредственной причиной для принятия решения о начале восстания стали слухи о том, что в районе Таргувек правобережного варшавского района Праги якобы появились советские танки, хотя наступление Красной армии было остановлено немецкими войсками в предместьях Варшавы на восточном берегу Вислы. В действительности, хотя немецкие контратаки удалось отбить и предмостные укрепления (Магнушевский плацдарм и Пулавский плацдарм) остались в руках Красной армии, но 1-й Белорусский фронт остался без подвижных соединений и был лишён возможности манёвренного наступления.
Это привело к тому, что германские войска смогли перегруппировать свои силы и подавить сопротивление польских повстанцев.
Восстание началось в рамках операции «Буря», которая была частью плана общенационального захвата власти. Основной целью руководства восставших было вытеснение немецких оккупантов и захват власти в Варшаве. Политической задачей АК на фоне противостояния с СССР было освобождение города до фактического занятия войсками Красной армии, чтобы подчеркнуть независимость польского государства, привести к власти находящееся в Лондоне Правительство в изгнании, заставить власти СССР снова признать эмигрантское правительство и не допустить прихода к власти просоветского Польского комитета национального освобождения. Руководство АК планировало за 12 часов до вступления в Варшаву советских войск провозгласить политическую и административную власть представительства польского правительства в изгнании. Координация с наступающими советскими частями планом не предусматривалась. Никаких планов у руководства АК относительно помощи Красной армии в форсировании Вислы и освобождении Варшавы не было. Командование Красной армии, Верховное командование Войска Польского, польские левые организации, действовавшие в варшавском подполье, не получили никакой официальной информации о подготовке и дате восстания, руководимого Aрмией Крайовой. Выступление не было согласовано ни с советским и союзным командованиями, ни с другими подпольными организациями.
Концепция восстания предполагала краткое (максимум 7 дней) сражение с отступавшими германскими войсками. Планировалось внезапным ударом захватить Варшаву, затем произвести высадку 1-й польской парашютной бригады и подготовить всё необходимое для прибытия эмигрантского правительства. Восстание должно было стать политической демонстрацией, поддержанной кратковременной вооружённой борьбой. Дальнейший расчёт строился на массовой поддержке и на помощи западных союзников (которая должна была уравновесить советскую поддержку ПКНО).

Не допускать в укреплённые Aрмией Kрайовой районы Варшавы Красную армию и польские вооружённые силы, сформированные на территории СССР вплоть до разрешения спорных вопросов, а в случае попыток разоружения АК оказывать вооружённое сопротивление, рассчитывая на вмешательство западных держав.— См., например: Jan Ciechanowski. Powstanie Warszawskie. Warszawa, 2009.
Организаторы восстания собирались начать его в то «неуловимое мгновение», когда разбитые Советами немецкие войска начнут выход из города. За счёт этого отряды АК собирались занять город и не пустить в него советские войска и ПКНО до разрешения спорных вопросов. В случае попыток разоружения АК, интернирований или попыток ПКНО войти в столицу (в занятые AK районы Варшавы), AK планировала оказывать вооружённое сопротивление. Руководство подпольем должно было взять на себя остающееся в подполье ядро антисоветской организации NIE во главе с генералом Окулицким и Фельдорфом.
Так как координация усилий с советскими войсками не предполагалась, момент начала восстания был выбран неверно. Варшавское восстание было трагической демонстрацией концепции «двух врагов». Восстание закончилось после двухмесячных ожесточённых боёв сокрушительным поражением, повлекло огромные человеческие жертвы и уничтожение левобережной Варшавы. AK не достигла ни военных, ни политических целей.
Точное количество жертв восстания остаётся неизвестным. Считается, что до 17 тыс. участников польского сопротивления погибло и около 6 тыс. было тяжело ранено. По приблизительным оценкам, в карательных кампаниях было убито от 150 до 200 тыс. человек мирного населения. В настоящее время ряд историков оценивает общее число жертв в интервале 100—130 тыс. человек, что совпадает с оценками властей в 1945 году. Общие потери Войска Польского составили 3764 солдат и офицеров, в том числе 1987 человек убитыми и пропавшими без вести на западном берегу Вислы. В ходе уличных боёв было уничтожено около 25 % жилого фонда Варшавы, а после капитуляции польских сил германские войска целенаправленно, квартал за кварталом, сровняли с землёй ещё 35 % зданий города.

## Предыстория

### Разгром немецкой группы армий «Центр»
23 июня советские войска перешли в широкомасштабное наступление на центральном участке фронта. Немецкая армия, оказавшаяся в катастрофическом положении под тройным ударом (Германия была вынуждена сражаться на трёх фронтах: в Италии, Франции и против Советского Союза), начала стремительно отступать на Западе, Юге и на Востоке. 28 июня был освобождён Могилёв, 3 июля — Минск, 13 июля — Вильнюс, 27 июля — Львов. Целью советских войск был выход к рубежам Висла—Нарев. Спасая ситуацию, немцы перебрасывали свежие силы за счёт ослабления других групп армии. После тяжёлых наступательных боёв 29 июля войска 1-го Украинского фронта форсировали Вислу в районе Сандомира в 180 км к юго-востоку от Варшавы. Войска 69-й армии (генерал-лейтенант В. Я. Колпакчи) с 29 июля по 1 августа форсировали Вислу у Пулав на фронте в 25 км и захватили три тактических плацдарма, каждый размером 3—4 км по фронту и 1—2 км в глубину. 31 июля Вислу неудачно попыталась форсировать 1-я польская армия. Передовые отряды 8-й гвардейской армии (генерал-полковник В. И. Чуйков) 1 августа форсировали Вислу и закрепились на левом берегу в районе Магнушев в 60 км южнее Варшавы. Вместе с тем враг не был сломлен и отчаянно сопротивлялся. 23 июля новый начальник генерального штаба сухопутных войск вермахта генерал-полковник Гудериан приказал непременно удержать рубеж pек Висла и Сан, поскольку «иначе можно постепенно откатиться до Одера и Эльбы». Главные силы немецкой 2-й армии смогли избежать окружения, отойдя северо-восточнее Варшавы. Гитлер был полон решимости удержать Варшаву.

### Люблинский комитет и лондонское правительство
В то время, когда Красная армия перешла Западный Буг, в СССР находилась делегация Крайовой Рады Народовой, имевшая полномочия Польской рабочей партии и близких к ней идеологических партий. 21 июля 1944 года в Москве (по официальной версии — 22 июля 1944 года в Хелме) был создан Польский комитет национального освобождения из представителей левых партий под руководством ПРП. Так возник Люблинский комитет, который должен был стать основой нового, просоветского правительства. Польский комитет национального освобождения (ПКНО) во главе с Эдвардом Осубкой-Моравским принял на себя функции временного правительства Польши. Формально он ещё не был правительством, но его реальным предвестником. ПКНО приступил к созданию аппарата государственной власти на освобождённой территории страны. Этому комитету было подчинено Войско Польское — (Армия людова была объединена с 1-й Польской армией в единое Войско Польское) и создаваемая на занятых Красной Армией территориях гражданская милиция.
26 июля 1944 года правительство СССР и Польский комитет национального освобождения подписали соглашение, которым признавалась власть ПКНО на освобождаемой польской территории. В соглашении предусматривалось, что после вступления советских войск на территорию Польши в районе военных операций верховная власть будет находиться в юрисдикции главнокомандующего советскими войсками, а на освобождённой территории Польши власть передавалась ПКНО, который будет формировать и руководить органами польской гражданской администрации, комплектовать подразделения Войска Польского. Между Правительством СССР и ПКНО 26 июля 1944 года было заключено предварительное соглашение, определившее восточную и северную границы Польши, в статье 1-й которого говорилось, что при проведении государственной границы между СССР и Польшей положить в основу линию Керзона, пограничные войска НКВД приступили к охране советско-польской границы. Советский Союз обязался поддерживать польские предложения, направленные на установление западной границы Польши на Одере и Нейсе-Лужицкой. В связи с вступлением советских войск на территорию Польши постановлением ГКО определялось назначение военных комендантов в каждом уездном, волостном центре и наиболее крупных населённых пунктах, а также на железнодорожных станциях, шоссейно-грунтовых и водных путях сообщения. 1 августа 1944 ПКНО из Хелмa перебрался в Люблин. Для координации действий советского командования с Польским комитетом национального освобождения и контроля за соблюдением Соглашения от 26 июля 1944 года Совнарком СССР назначил своим Представителем при ПКНО генерал-полковника Н. А. Булганина , a в Москве был аккредитован представитель ПКНО. 1 августа Советское правительство признало ПКНО единственным законным органом власти в стране.
В это же время в Лондоне существовало правительство Польши в изгнании во главе со Станиславом Миколайчиком. Оно признавалось правопреемником довоенного правительства санации западными союзниками. Поскольку в разгар Сталинградской битвы вся Армия Андерса была выведена в Иран, эмигрантское правительство не имело никаких регулярных частей на территории Польши. СССР в 1944 формально не был в каких-либо отношениях с польским правительством в Лондоне, некоторые политики правительства в изгнании официально заявляли, что Польша находится в состоянии войны с СССР. В июне 1944 года посол В. Лебедев беседовал с Миколайчиком и Грабским, об условиях признания лондонского правительства но переговоры эти провалились, и 23 июня 1944 г. советско-польские переговоры в Лондоне были прерваны. Советское руководство пришло к выводу, что политики, представленные в «лондонском» правительстве Польши, не готовы установить
нормальные отношения с СССР с учётом реалий. Летом 1944 года стало ясно, что освобождать Варшаву будет Красная армия и Войско Польское, которое не подчиняется правительству в Лондоне (сформированное при помощи СССР, оно подчинялось КРН и ПКНО). Лондонскому правительству и его представительству в Польше Делегатуре подчинялись основная часть некоммунистических структур антифашистского сопротивления, прежде всего Армия Крайова, главнокомандующим которой был генерал дивизии Тадеуш Коморовский (кличка — «Бур»). В военном отношении командование АК подчинялось Верховному главнокомандующему генералу Соснковскому, АК вела антигерманскую и антисоветскую деятельность. Комендантом округа «Варшава-город» АК был полковник Антоний Хрусьцель (кличка — «Монтёр»). Руководство АК и Делегатуры исходило из доктрины «двух врагов» (Германия и СССР), генерал Соснковский был яростным противником политики Миколайчика и любых уступок Советскому Союзу. В свою очередь советское руководство не допускало никаких компромиссов в отношении существования каких-либо неподконтрольных вооружённых формирований и органов власти эмигрантского правительства в тылах советских войск. Видя в вооружённых формированиях АК угрозу для поддержания порядка в тылу и осуществления политической линии советского руководства, 31 июля 1944 Ставка ВГК направила командующим войсками 1-го Украинского, 1-го, 2-го и 3-го Белорусских фронтов и командованию Войска Польского директиву № 220169 о разоружении отрядов АК в тылах советских войск, интернированию командного состава и направлении рядового и младшего командного состава в запасные части польской армии. В постановлении ГКО от 31 июля 1944 года указывалось: «Никаких других органов управления, и в том числе выдающих себя за органы польского эмигрантского „правительства“ в Лондоне, кроме органов Польского комитета национального освобождения, не признавать. Иметь в виду, что лица, выдающие себя за представителей польского эмиграционного правительства, среди которых обнаружено много гитлеровских агентов, должны рассматриваться как самозванцы и с ними следует поступать как с авантюристами». ПКНО пользовалось прямой военной поддержкой СССР. Фактически  под  прикрытием великих держав Антигитлеровской коалиции сформировались два правительства, каждое из них претендовало на власть над  территорией и называло своих оппонентов нелегитимными.

### Операция «Буря»
С начала немецкой оккупации планировалось, что деятельность подполья подготовит всеобщее вооружённое восстание, которое окажет решающее значение на политические и территориальные условия будущего польского государства. В августе 1943 года советская разведка представила Иосифу Сталину добытый агентурным путём мнимый «Отчёт уполномоченного польского эмигрантского правительства в Лондоне, нелегально находящегося на территории Польши, о подготовке националистическим подпольем антисоветских акций в связи с наступлением Красной армии». Из документа следовало, что руководители тайной военной организации «Войскова» планируют организацию восстаний в Западной Украине и Беларуси к моменту прихода туда Красной армии. В документе было указано, что эти восстания планируются «исключительно с целью показать всему миру нежелание населения принять советский режим». 1 октября 1943 года Миколайчик заявил, что, «в случае предоставления союзниками вооружения для АК и переброски по воздуху хотя бы небольших воинских контингентов, при отходе германской армии к польской границе АК смогла бы оказать сопротивление советскому вторжению, а присутствие частей союзников послужило бы политическим барьером, сдерживающим вторжение».

#### Политические цели правительства в изгнании
Когда стало понятно, что на польские земли раньше войдут не войска западных союзников, а Красная армия, в руководстве лондонского правительства и его представительстве в оккупированном государстве изменилась лишь концепция вооружённого восстания. Командование АК разработало выступление при приближении сил Красной армии, которое было названо акцией «Буря». План рассчитывал, что силы АК смогут освободить основные районы до вступления в них советских войск самостоятельно или же одновременно с Красной Армией, сохраняя полную от неё независимость и таким образом явочным порядком установить в них власть представительства польского правительства в изгнании.
Приказ о начале операции «Буря» был отдан 15 января 1944 года. В плане предусматривалось использование временного разрыва между отходом вермахта и вступлением в тот или иной район советских войск для взятия инициативы в свои руки и «презентации» власти польского эмигрантского правительства. План предусматривал, что во время отступления разбитых Красной Армией немецких войск и продвижения фронта на запад, законспирированные отряды АК примут названия довоенных частей Войска Польского (дивизий и полков) и будут использованы для атак на арьергарды противника и освобождения отдельных населённых пунктов до вступления в них советских частей.
В соответствии с планом, на освобождённой от немцев территории должны были легализоваться гражданские власти подпольной Делегатуры, которые заявят, что они не имеют ничего против того, чтобы Красная армия вела борьбу с немцами на территории Польши, однако потребуют передачи им административных полномочий на всей освобождённой территории Второй Речи Посполитой.
Таким образом, военные операции, в ограниченной форме проводимые против немцев, должны были быть направлены на то, чтобы принудить советское руководство де-факто признать в стране власть эмиграционного правительства в Лондоне. При этом наступающие советские войска должен был «встречать» уже сформированный административный аппарат, подчинённый эмигрантскому правительству и поддержанный отрядами АК.
Самой важной политической целью плана было принуждение к признанию Советским Союзом Правительства в изгнании в Лондоне единственным законным представителем интересов Польши и одновременно установление польско-советской границы по состоянию на 1 сентября 1939 года. Верховный главнокомандующий Польских Вооружённых сил и Правительство в изгнании желали сохранить полный оперативный и политический контроль над АК до момента окончательной «схватки» со Сталиным. В руководстве подполья Армии Крайовой предполагали, что либо британо-американское вмешательство принудит советское руководство пойти на серьезные уступки Правительству в изгнании, либо война с Советской Россией — неизбежна, а западные союзники разгромят Сталина. Лондонское правительство Польши и особенно руководство AK исходило из убеждённости в возможности если не военного, то геополитического поражения СССР, недооценивая законы и императивы геостратегии, что с самого начала обрекало их планы на провал.

#### Позиция Великобритании и США
В конце сентября 1943 года в Вашингтоне от имени Объединенного комитета начальников штабов адмирал Уильям Леги официально заявил полковнику Миткевичу, что «советские войска будут первым союзником, который вступит на территорию Польши». Общие военно-политические интересы союзников в борьбе против «оси» и их стратегия по отношению к разгрому Японии лежали в основе приоритетности отношений США и Великобритании с СССР. В отличие от Великобритании, американское правительство ловко избегало давления лондонского правительства, стремившегося добиться от США установления определенных обязательств. Позиция США была продиктована учётом текущей военно-стратегической и политической обстановки в связи с успешным продвижением советских войск, желанием договориться о вступлении СССР в войну с Японией и надеждой на продолжение послевоенного американо-советского сотрудничества, Сталин добился установления своего рода особых партнерских отношений между Советским Союзом и США как мировыми державами.

Рузвельт и Черчилль признали, что Польша находится в сфере действий Красной армии. Это обстоятельство оказало прямое влияние на решения, принятые по польскому вопросу. Опубликованные документы говорят, что в условиях военного времени оба этих лидера признали за СССР право на пресечение враждебных действий подполья, либерум вето польских антикоммунистов в планы «большой тройки» не входило. Все это предвещало переход Польши в советскую сферу влияния. Антисоветские формирования в зоне операций советских войск были обречены на поражение. Сталин, Рузвельт и Черчилль договорились, что восточные границы Польши будут проходить примерно по линии Керзона.По сообщению полковника Миткевича, польского представителя при главном штабе союзников в Вашингтоне, Сталин в ответ на вопрос союзников, какую позицию он займёт в отношении повстанческих действий АК, сказал осенью 1943 г. следующее: «Если эти вооружённые силы не подчинятся заранее советскому командованию, то он их не потерпит в тыловой зоне.»
2 февраля 1944 г. Сталин сообщил британскому послу, что если Армия Крайова окажет сопротивление СССР, то с ней будут бороться.
С учётом договорённости с союзниками Черчилль многократно советовал Станиславу Миколайчику пойти на уступки, сместить Главнокомандующего генерала Соснковского с его
поста и признать, что в качестве границы на востоке должна быть линия Керзона.Черчилль предупреждал, что Англия и США не будут воевать с СССР за восточные границы Польши. Черчилль неоднократно предупреждал, что если вопрос вовремя не будет решён, в Польше будет образовано просоветское правительство, после этого «Польское правительство выйдет из игры». Президент США заявил своим соратникам, что не будет вести никакой войны с СССР за реинкорпорацию миллионов украинцев и белорусов в состав польского государства. Во время своего визита в США в июне 1944 г. Миколайчик принял предвыборные обещания президента США, стремящегося получить голоса избирателей польского происхождения, за реальную политику США. Тем временем американский посол в Москве проинформировал Сталина, что переговоры Рузвельта с Миколайчиком проходили в русле тегеранских договорённостей. Ободрённый предполагаемой поддержкой США, Миколайчик в очередной раз отказался признать линию Керзона и убрать наиболее антисоветски настроенных политиков. 13 июля 1944 года Черчилль в телеграмме, направленной Сталину, обещал сместить Соснковского с должности. Узнав о прибытии в СССР делегации Крайовой Рады Народовой, Рузвельт и Черчилль добились согласия Сталина принять Миколайчика.
Западные союзники не поддержали плана восстания в Польше, не согласованного с СССР. Решения начальников штабов США и Великобритании, принятые 7 июля 1944 г., не оставляли в этом сомнений. Из них следовало, что командование союзников не имеет возможности для доставки по воздуху оружия в количествах, достаточных для обеспечения восстания в Польше. Это возможно только морем в увязке с советскими операциями; определить срок восстания в Польше могут только польские власти по согласованию с наиболее заинтересованным союзником — СССР; диверсионные акции, нарушающие немецкие коммуникации в Польше, полезны прежде всего СССР, и именно с ним их необходимо согласовать. Эту же мысль высказал 28 июля лондонским полякам и генерал Исмей: «Союзники не могут предпринимать такого рода действия, если они не скоординированы с наступлением русских… Начальники штабов подчёркивают, что польская Армия Крайова находится в зоне, где невозможно её взаимодействие с англоамериканскими армиями».
В конце концов знающие о крайне плохих взаимоотношениях между польским эмигрантским правительством, АК и СССР британцы даже стали опасаться обеспечивать АК оружием в достаточном количестве, подозревая, что оно может быть направлено не только против немцев, а последнее приведёт к политическим осложнениям, так как на руках у СССР будут неоспоримые козыри: союзники поставляют оружие врагам СССР в операционной зоне Красной армии.

#### Территориальные требования правительства в изгнании
Переговоры не принесли ожидаемых результатов. На предложения британского премьер-министра Станислав Миколайчик ответил отказом. Во время переговоров Черчилля с премьер-министром польского эмигрантского правительства 20 января 1944 г. последний заявил, что его правительство рассматривает линию границы, установленную Рижским договором, в качестве отправной точки для переговоров с СССР. Польское эмигрантское правительство возражало также против передачи Советскому Союзу Кёнигсберга. Делегат эмигрантского правительства в Польше в докладной записке на имя Миколайчика от 10 января 1944 года требовал, помимо возвращения Западной Украины и Западной Белоруссии, включения в состав Польши Восточной Пруссии, Силезии и Литвы. Латвию, Эстонию, Беларусь и Украину предполагалось сделать независимыми государствами, но под польским контролем. Эти непомерные претензии свидетельствовали не только о невозможности нормализации отношений между правительствами, но и о том, что большинство политиков польского эмигрантского правительства и его подпольных структур в Польше абсолютно не осознавало сложившуюся в мире геополитическую реальность. 16 февраля 1944 года Черчилль имел бурное объяснение с Миколайчиком, при этом Черчилль твердо настаивал на признании линии Керзона. 22 февраля 1944 года Черчилль публично напомнил в палате общин, что Польско-британский договор 1939 г. был направлен исключительно против Германии и не гарантировал сохранения границ на востоке, Черчилль публично выступал за «линию Керзона» в качестве новой восточной границы Польши. Власти в изгнании, вопреки фактам, утверждали, что Великобритания гарантировала границы Польши.
Таким образом, польские власти в изгнании и политики, руководившие «подпольным государством» и АК на польской территории , вопреки фактам, официально продолжали придерживаться ориентации на помощь западных союзников в сохранении Польши в довоенных границах на востоке, Заользья, Оравы и Спиша с приобретением территорий на западе и севере. Армия Крайова и та часть населения, которая её поддерживала, становились заложниками данной концепции. Реальных ресурсов провести в жизнь свои претензии у эмигрантского правительства и его военно-политических структур не было — ни военных, ни политических. Власти в изгнании явно переоценили свое влияние на международной арене и боевые возможности АК.
Борьба с СССР за сохранение Польши в довоенных границах на востоке и против границы Польши примерно по «линии Керзона» была заведомо обречена на провал, но был сознательно взят курс на конфронтацию.

#### Антисоветские действия АК
Польские власти в изгнании, политики  и военные, руководившие «подпольным государством» не понимали реального положения дел и пробовали переложить на плечи США и Великобритании свои проблемы. Ошибочно преувеличивая возможности США и Великобритании, Миколайчик в то же время не заметил масштаба нарастающей силы СССР. Власти в изгнании безуспешно требовали отношения СССР к Армии Крайовой как к регулярной армии, Миколайчик сильно переоценил боевые возможности АК. Планы антисоветского подполья по завоеванию власти в зоне советских военных действий были совершенно нереальны.

 Донесение командующего Армией Крайовой Верховному Главнокомандующему об отношении к советским властям
19 апреля 1944 г.
1. Отношение Советов к нам оцениваю совершенно реально. Мы ничего хорошего от них не ожидаем, не рассчитываем на их возможную лояльность в сотрудничестве с независимыми польскими органами.
2. Вынужденные обстоятельствами демонстрировать свою позицию в отношении вступающих в Польшу Советов, считаем необходимым, чтобы каждый наш шаг осуществлялся под знаком суверенных прав Речи Посполитой и главенства её Верховных властей над нами.
Поэтому мои указанию командующему Волынским округом содержали такое требование, которое Советы наверняка соблюдать не будут.
На этот случай отдельным приказом я дал указание командующему Волыни пробиваться в тыл немцев, на территорию, где действуют мои приказы. Пока командующий Волыни не проводил дальнейших переговоров с советским командующим, в связи с задержкой в получении моих указаний и необходимостью в это время вести боевые действия.
3. Военная обстановка, так как она представляется нам в стране, указывает на большую вероятность, хотя и нескорого, подавления немцев Советами своими силами, если немецкие силы будут продолжать оставаться связанными на Западе.
Во всяком случае занятие Советами всей Польши мы здесь оцениваем как реальность, с которой требуется конкретно считаться. И как следствие нужно считаться с необходимостью открытого столкновения Польши с Советами и в этом столкновении демонстрации с нашей стороны максимального выражения независимой позиции Польши.
Очевидно, помимо этого будет создаваться подпольное течение польской жизни. Масштабов и боевой силы этого течения в настоящий момент определить нельзя, но не следует переоценивать его возможности.
Дальнейшее уточнение эти замыслы получили в «Общественно-политических директивах на период восстания», изданных 4 мая 1944 года командующим АК, которые предписывали «подавление подрывных действий». Основной расчёт делался на то, что, независимо от успеха операции «Буря», польский вопрос станет предметом обсуждения Великобритании, США и СССР, что заставит СССР пойти на уступки. Эти прогнозы оказались глубоко ошибочными.  Главнокомандующий Польских вооружённых сил, подчинявшихся польскому эмигрантскому правительству, пилсудчик, генерал брони Казимеж Соснковский верил в перспективу третьей мировой войны и полный разгром в этой войне СССР, он предлагал аковцам «оставаться на оккупированной Советами территории и сидеть тихо до получения дальнейших распоряжений». Хотя в инструкции об акции «Буря» говорилось, что Красная армия — «союзник наших союзников», в её секретной части давалось распоряжении о создании тайных антисоветских структур (Организация «Не»). Опыт взаимодействия советских частей с отрядами АК на Волыни, донесения советских военных и партийно-политических органов из других районов вызвали появление 20 апреля 1944 г. директивы Ставки Верховного главнокомандования : «Ставка Верховного Главнокомандования приказывает порвать всякие сношения с подпольными отрядами генерала Соснковского», то есть директивы о разрыве с любыми отрядами польских партизан, которые признавали власть Соснковского. В качестве иллюстрации намерений командования АК можно привести отрывок из «Сообщения № 243. Рапорт Тадеуша Бур-Коморовского от 14 июля 1944 года.:

…Предоставляя Советам минимальную военную помощь, мы создаём для них, однако, политическую трудность. АК подчеркивает волю народа в стремлениях к независимости. Это принуждает Советы ломать нашу волю силой и создаёт им затруднения в разрушении наших устремлений изнутри. Я отдаю себе отчёт, что наш выход из подполья может угрожать уничтожением наиболее идейного элемента в Польше, но это уничтожение Советы не смогут произвести скрытно, и необходимо возникнет явное насилие, что может вызвать протест дружественных нам союзников.
Глубочайшее недоверие сторон было взаимным, а подходы к пограничному вопросу — взаимоисключающими. Расчеты генерала Соснковского и его соратников на начало новой войны были известны Сталину. Учитывая все это, Ставка 14 июля 1944 года директивой № 220145 ориентировала командующих войсками 3-го, 2-го, 1-го Белорусских и 1-го Украинского фронтов о следующем:

 «Наши войска, действующие на территории Литовской ССР, и в западных областях Белоруссии и Украины, вошли в соприкосновение с польскими вооруженными отрядами, которыми руководит польское эмигрантское правительство. Эти отряды ведут себя подозрительно и действуют сплошь и рядом против интересов Красной армии. Учитывая эти обстоятельства, Ставка Верховного Главнокомандования приказывает:
1. Ни в какие отношения и соглашения с этими польскими отрядами не вступать. По обнаружении личный состав этих отрядов немедленно разоружать и направлять на специально организованные пункты сбора для проверки.
2. В случае сопротивления со стороны польских отрядов применять в отношении их вооруженную силу.
3. О ходе разоружения польских отрядов и количестве собранных на сборных пунктах солдат и офицеров доносить в Генштаб»

План «Буря» был построен на переоценке сил и возможностей АК. До вступления советских войск АК не удалось занять ни одного крупного города. Представления о том, что восточные границы Второй Польской республики якобы всё ещё существовали, не были разделяемы союзниками. США проигнорировали выступления АК. Польские антикоммунисты, выступавшие против западных границ СССР безуспешно пытались захватить власть в зоне советских военных действий. Операция в Вильнюсе провалилась, операция во Львове достигла частичного успеха, но спустя несколько дней после окончания боёв отряды АК были разоружены, а командование арестовано. Это привело к ряду вооружённых столкновений. При отказе «аковских» отрядов вступать в ряды сформированной в СССР польской армии (командование АК категорически запрещало туда вступать) солдат зачастую направляли в проверочно-фильтрационные лагеря и лагеря для интернированных или заключали в тюрьмы НКВД. Часть солдат и офицеров АК вступила в вооружённую борьбу с СССР. По существу, действия подполья АК и Делегатуры в тылах советских войск в новых условиях приобрели явно антисоветский и антикоммунистический характер, происходили нападения на военнослужащих, советских активистов, местных жителей, поддержавших советскую власть.. При этом польское правительство не могло использовать информацию о массовых репрессиях против АК и Делегатуры в зоне операций советских войск, из-за нежелания западных союзников ссориться с СССР по этому вопросу. На Западе к этому событию отнеслись довольно прохладно — и британская, и американская армии также старались не допускать в своих тылах существования каких-либо неподконтрольных вооружённых групп и подпольных структур. Союзники дело восточной границы Польши предрешили уже на Тегеранской конференции. Что же касается восстановления довоенных границ Польши на востоке, то эта тема на переговорах руководителей трёх союзных держав даже не поднималась. Политики США и Великобритании признавали за СССР право подавлять сопротивление всякого военного подполья, существующего в тылу действующей Красной армии. И поскольку в данной ситуации отряды и ячейки АК в тылах советских войск, выступающие со своими интересами в качестве какой-то третьей силы и оспаривающие решения Большой Тройки, никому из союзников не были нужны. Союзники, особенно США, дистанцировались от вооружённого подполья в тылах действующей Красной армии, предоставив АК право самой разбираться со своими проблемами. Руководство АК оказалось в плену собственных иллюзий и амбиций. Миколайчик 18 июля 1944 г. обратился к Черчиллю с просьбой защитить АК-овцев в тылах советских войск, но Черчилль обвинил АК-овцев в том, что вместо отхода на Запад они «лезут туда (на Виленщину) только для того, чтобы обозначить свое присутствие». По поручению британского премьера английским СМИ было рекомендовано не освещать деятельность АК на бывших польских восточных территориях.

#### План восстания и отказ британцев в помощи
Основное внимание командования АК было сосредоточено на Варшаве, которую планировалось освободить в любом случае от немцев к моменту вступления в город советских войск, которые, согласно плану, застали бы в столице действующие органы Правительства в изгнании в качестве законной власти. Как предполагалось, Иосиф Сталин и советское руководство будут вынуждены считаться с фактом удержания польской столицы Армией Крайовой. План восстания был подготовлен штабом. План опирался на неверное представление о слабости немецкой армии и неспособности её к длительному сопротивлению. Ставка была сделана на то, что немцы, спешно отступая, не смогут бросить сколько-нибудь серьёзные силы на подавление восстания.
12 октября 1943 года советская внешняя разведка установила, что польский эмигрантский генеральный штаб в Лондоне с согласия своего правительства направил уполномоченному в Польше инструкции по оказанию сопротивления Красной армии при её вступлении на территорию Польши. В соответствии с этими инструкциями Армия Крайова якобы должна была «вести беспощадную борьбу с советским партизанским движением на Западной Украине и в Западной Белоруссии и готовить всеобщее восстание в этих районах при вступлении туда Красной армии. Для борьбы с партизанским движением и Красной Армией предусмотреть использование польской полиции, ныне официально находящейся на службе у немцев». При этом рекомендовалось возбуждать население против СССР, пропагандируя, что русские хотят захватить всю Польшу, закрыть все костёлы, поляков обратить в православную веру, а несогласных выселить в Сибирь. Первоначально планом «Буря» восстание в Варшаве вообще не планировалось, АК отправило из Варшавы часть автоматического оружия на восток. Следовательно, в последние недели перед временем «W», командование AK частично разоружило свои отряды в Варшаве.
20 июля 1944 года делегат правительства и президиум Рады Едности Народовой в телеграмме в Лондон выступили категорически против идеи включения коммунистов в правительство. 21 июля 1944 года генерал Тадеуш Коморовский на основе инструкции главнокомандующего от 7 июля 1944 года по предложению генерала Окулицкого включил Варшаву в операцию «Буря». Инструкция Верховного командующего гласила:

«Если по счастливому стечению обстоятельств в последний момент отхода немцев и до подхода красных частей появится шанс хотя бы временного овладения нами Вильно, Львова, другого большого города или определённой хотя бы небольшой местности, это надо сделать и в этом случае выступить в роли полноправного хозяина».

22 июля 1944 года Бур-Коморовский в телеграмме главнокомандующему в Лондон, с одной стороны, заявлял о необходимости «ни на одну минуту» не прекращать борьбы с Германией, а, с другой стороны, предлагал «мобилизовывать духовно всё общество на борьбу с Россией».
24 июля 1944 года Польское правительство в изгнании направило Великобритании протест против нарушения польского суверенитета «под советской оккупацией». Правительство Великобритании проигнорировало требования лондонского правительства. В условиях тотальной войны великие державы Антигитлеровской коалиции не стали провоцировать друг друга по мелким вопросам. Лондонское правительство, не считаясь с реальностью, продолжало требовать от своих представителей на освобождённых Красной Армией территориях и руководителей АК немедленно брать власть в свои руки, не подчиняться КРН, ПКНО, советским военным комендатурам, формировать органы местной власти, полицию, органы безопасности. АК вела интенсивную антисоветскую и антикоммунистическую пропаганду, рассчитывая на помощь западных держав.
25 июля 1944 года руководство АК приняло окончательное решение о восстании в Варшаве. 25 июля 1944 года генерал Тадеуш Коморовский доложил о готовности к восстанию с 25 июля и потребовал подкрепить восстание силами польской воздушно-десантной бригады и авиацией ВВС Великобритании. Принимая решение, Коморовский, делегат Янковский и премьер Миколайчик руководствовались прежде всего политическими соображениями — поставить СССР и западных союзников перед фактом перехода власти в Варшаве к органу, противостоящему ПКНО и государственной границы между СССР и Польшей по линии Керзона, для чего 26 июля лондонское правительство назначило трёх министров Краевого совета министров во главе с вице-премьером Янковским. Политическое руководство АК потребовало захватить город (или его центральную часть) минимум за 12 часов до вступления в Варшаву советских войск.
25—28 июля лондонское правительство, рассмотрев ситуацию в Варшаве, постановило одобрить план восстания, предоставив Тадеушу Коморовскому и Делегатуре выбрать время по своему усмотрению. Главной движущей силой выступал Станислав Миколайчик , который 26 июля 1944 года добился у членов Совета министров разрешения на поездку в Москву. Верховный главнокомандующий польскими вооружёнными силами генерал Казимеж Соснковский был против выступления.

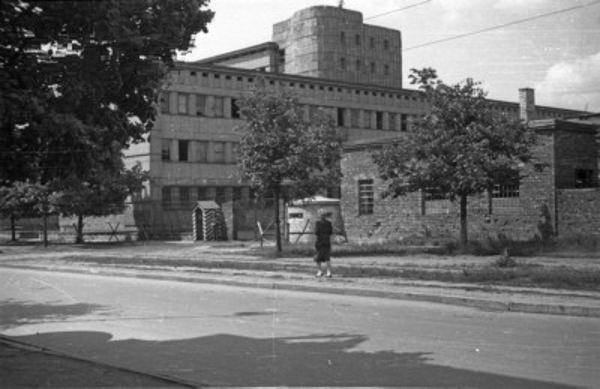
Казармы СС. Район Мокотув, июль 1944 г.

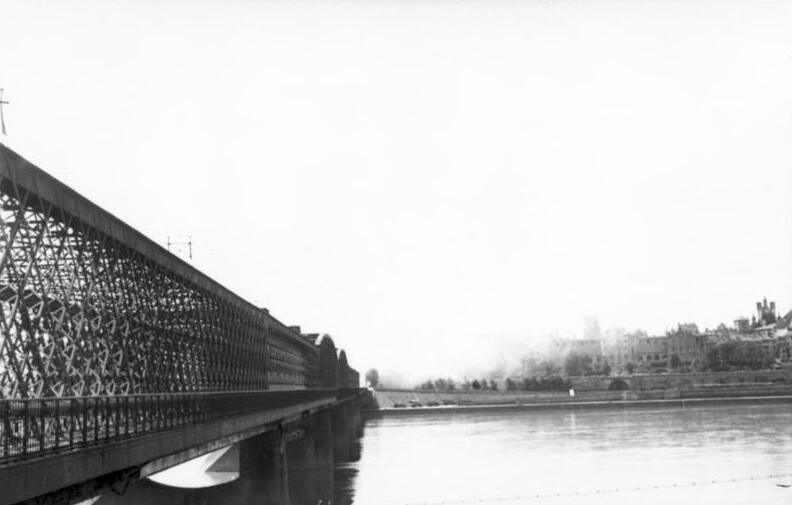
Мост Кербедза (Most Kierbedzia) в августе 1944 года.

28 июля 1944 года Великобритания официально отказалась от помощи восстанию налетами на аэродромы вблизи города, десантированием в Варшаву 1-й польской парашютной бригады с западного фронта и переброска истребительных эскадрильи на аэродромы, которые должны были быть захвачены Армией Крайовой.. Несостоятельность политики эмигрантского правительства и его подпольных структур в Польше толкало их на поиски путей для избежания надвигавшейся катастрофы. Политики Делегатуры потребовали сначала 12, а потом 24 часа на то, чтоб установить гражданскую власть Представительства правительства на Родине. 30 июля 1944 года эмиссар из Лондона сообщил командованию АК, что от англичан большой помощи, десанта польской парашютной бригады и массовых сбросов оружия не будет, добавил также, что восстание «облегчило бы политическую игру Миколайчика». В составе АК в Варшаве и в варшавском повяте накануне восстания числилось максимально до 50 тысяч подпольщиков обоих полов в возрасте от 13 лет, что превосходило германские части в городе, однако, вооружены они были крайне слабо, подавляющее большинство членов организации находилось на легальном положении. Участники организаций были вооружены преимущественно ручными гранатами и бутылками с горючей смесью (коктейлями Молотова), приблизительно 86 % подпольщиков не были вооружены стрелковым оружием. На тайных складах, в лесах и в тайниках АК в Варшаве и в варшавском повяте находилось 3846 пистолетов и револьверов, 2629 карабинов, 657 автоматов, 192 пулемёта, 30 огнемётов, 29 гранатомётов PIAT и противотанковых ружей, 16 гранатомётов и миномётов, 2 противотанковых пушки 37-мм, 43971 ручная граната, 12 тыс. бутылок с зажигательной смесью. Генерал Тадеуш Коморовский рассчитывал на то, что Красная армия войдёт в Варшаву на второй-третий день восстания, и на помощь британских союзников. К тому моменту город населяло примерно 920 тысяч жителей. Полковник Хрусьцель приказал своим подчиненным: «У кого нет огнестрельного оружия, тот получит гранаты, а у кого кончились гранаты, тот должен взять камень, лом или топор и с их помощью добыть себе оружие».
Источники подтверждают, что руководство Армии Крайовой не намеревалось информировать советское верховное и фронтовое командование ни о планах восстания, ни о действиях повстанцев. От сторонников правительства в стране 9 дней скрывалось, что 28 июля британские власти официально отказали в помощи восстанию.

### События, непосредственно предшествовавшие началу восстания
На рубеже июля и августа 1944 года под Варшавой произошло крупнейшее танковое сражение на польской земле. 28 и 29 июля советские корпуса Алексея Радзиевского пытались перехватить шоссе Варшава-Седлец, но не смогли пробить оборону дивизии «Герман Геринг». Более успешными были удары по пехоте группы «Франек»: в районе Отвоцка было слабое место в её обороне, группу начали охватывать с запада, в результате чего 73-я пехотная дивизия начала неорганизованно отступать под ударами. Группа «Франек» оказалась разбита на отдельные части, понесла тяжёлые потери и отступила на север. В это время на помощь пехотной дивизии начали прибывать танковые части — основные силы дивизии «Герман Геринг», 4-я и 19 танковые дивизии, дивизии СС «Викинг» и «Мёртвая голова» (в двух корпусах: 39-й танковый Дитриха фон Заукена и 4-й танковый корпус СС под началом Гилле). 30 июля 2-я танковая армия возобновила атаки всеми корпусами. Генерал Алексей Радзиевский поставил задачу овладеть Прагой — предместьем Варшавы до 14:00.
30-31 июля передовые силы 2-й танковой армии приблизились к расположенному на восточном берегу Вислы варшавскому району Прага. 31 июля советские танковые корпуса вели бои местного значения: 8 корпус взял Окунев (21 километр восточнее Варшавы) и Миньск-Мазовецки (40 километров восточнее Варшавы), а 16 корпус оттеснил врага от варшавской дачной области Свидер и уперся в сильно укрепленную оборонительную полосу. 30 июля немцев выбили из городов Воломин и Радзымин, располагавшихся в 25 километрах от Варшавы. В то же время из-за острейшей нехватки топлива и отсутствия подкреплений в живой силе и материальной части наступление 2-й танковой армии постепенно останавливалось, не было пехоты и тяжелой артиллерии, а Немцы сумели организовать оборону, бросить в бой сотни танков и штурмовых орудий и противостоять наступлению. По советским донесениям к 1 августа передовые силы вышли в районы Кобылка (8 км северо-северо-восточнее Праги), Медзешин (5 км юго-юго-восточнее Праги). Немецкие войска оказались в более выгодном положении, так как опирались на Варшавский укреплённый район,. Попытка взять Прагу с ходу провалилась. Дивизия «Герман Геринг» и 19-я танковая дивизия атаковали из района Праги, 4-я танковая дивизия наступала с севера, а «Викинг» и «Мёртвая голова» с востока, все эти силы вводились в бой постепенно, в составе боевых групп. 1 августа 2-я танковая армия не вела активных наступательных действий и закреплялась на достигнутых рубежах. На правом брегу Вислы со стороны Праги на Тет-де-пон находилось около 30 тысяч немецких военнослужащих (командир — генерал танковых войск Дитрих фон Заукен).

## Начало восстания

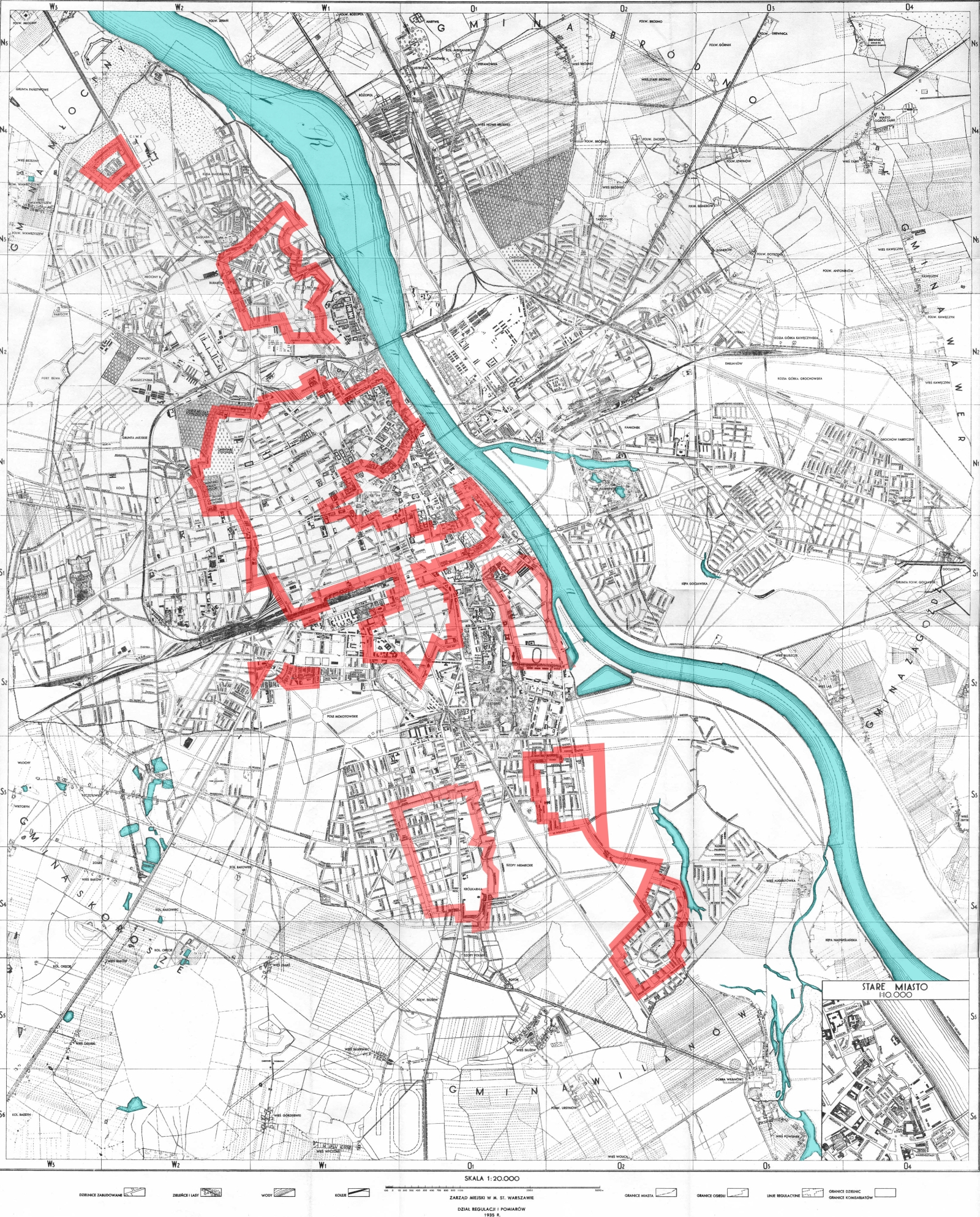
Максимальная территория города, находящаяся под контролем повстанцев на 4 августа

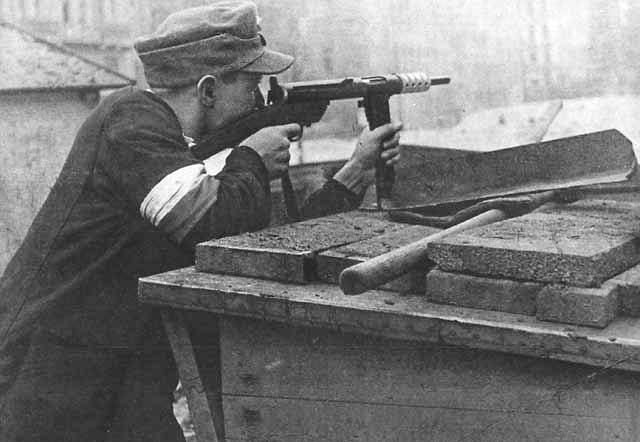
Польский повстанец.

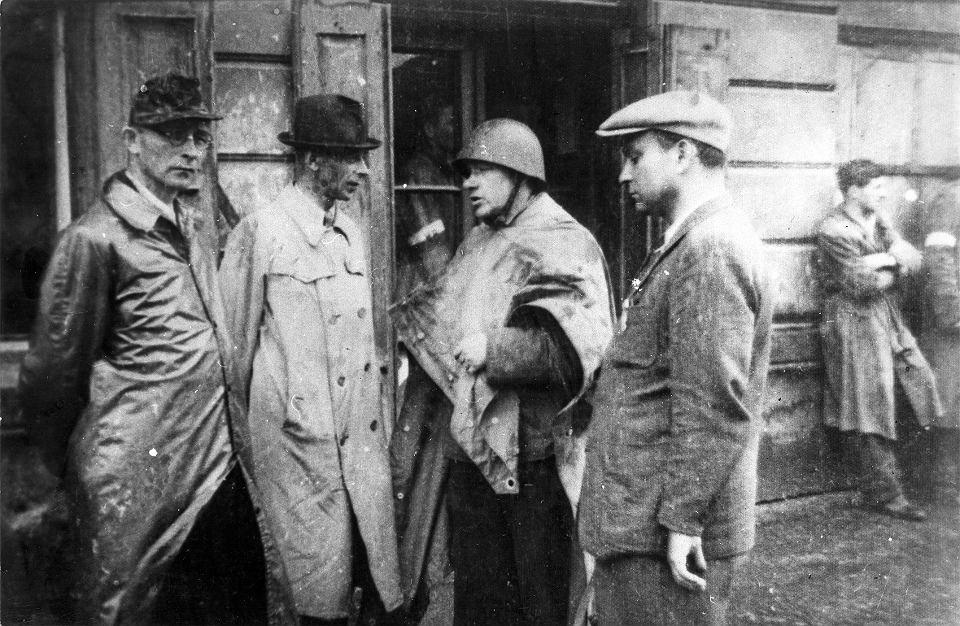
Генерал Бур-Коморовский (второй слева) и полковник Радослав в районе фабрики Камлера в предместье Воля.

31 июля вечером генерал Тадеуш Коморовский с участием делегата правительства в изгнании отдал приказ командующему округа Aрмии Kрайовой о начале восстания 1 августа в 17:00. Служба разведки АК своевременно указала своему руководству на усиление немецкой обороны на подступах к Варшаве, на танковые дивизии врага, и её руководитель полковник К. Иранек-Осмецкий предложил командующему АК генералу Тадеушу Коморовскому отложить восстание, план восстания предполагал бои с отступающим, а не с готовым к обороне и контратаке противником. Дивизионный генерал Тадеуш Коморовский отдал приказ о начале восстания, посовещавшись с генералами Леопольдом Окулицким и Тадеушем Пелчиньским — под давлением генерала Окулицкого и после ложного сообщения, что советские танки ворвались в Прагу. Судьбоносное решение было намеренно принято в узком кругу в отсутствие офицеров, ранее высказывавшихся против преждевременного выступления.
На примерно 20 000  хорошо вооружённых гитлеровцев в Варшаве, имевших поддержку артиллерии, самоходных орудий и танков, руководство Армии Крайовой бросило необстрелянную конспиративную организацию варшавской АК, которая была вооружена и обучена лишь частично. План АК предусматривал атаки на сотни объектов одновременно. На тактическом уровне восстанием руководил А. Хрусьцель («Монтёр»). В назначенный день после обеда (но по разным причинам в разное время) отряды АК начали восстание. Приблизительно, на 20—25 тысяч человек, которых собрали к пяти часам 1 августа, имелось около 3 тысяч единиц (около 1,7 тыс. пистолетов, 1 тыс. винтовок, 300 автоматов) личного стрелкового оружия, главным образом, пистолетов и 67 пулемётов (60 ручных и 7 станковых), боеприпасов же имелось на 2-3 дня. На всех приходилось около 25 тыс. гранат, из них 95 % было изготовлено в подпольных мастерских.
Повстанцам не удалось в полной мере использовать эффект неожиданности, так как противник был осведомлён о дате восстания, и до 17 часов 1 августа немецкие части в основном успели занять боевые позиции. Немецкие опорные пункты первое время оборонялись — обладая преимуществом в силе огня, они сумели отразить почти все атаки на важные стратегические пункты. В результате операция захвата была сорвана, а с военной точки зрения это был провал восстания уже в первый день,  . Военная мощь гитлеровцев была просто не сопоставима со скромными возможностями АК — у восставших не было никакого шанса разгромить части гитлеровцев в городском бою. Начались ожесточённые уличные бои. Хорошо вооруженные гитлеровцы защищали подготовленные к обороне объекты и районы, в некоторых местах они подавили восстание уже 1 августа. Встретив решительный отпор, командиры некоторых повстанческих отрядов распустили свои отряды или вывели их из города в близлежащие леса. Восставшие заняли часть почти не защищаемых жилых кварталов. При составе Армии Крайовой в Варшаве и в Варшавском повяте максимально до 50 тысяч человек, отмобилизовано было около 34 тысяч аковцев, некоторые конспираторы уклонились от участия в восстании. К аковцам стихийно примкнуло определённое количество мирных граждан. Остальные подпольные организации были поставлены перед свершившимся фактом и решили поддержать восстание, эти организации были вынуждены мобилизовать свои силы уже во время восстания.

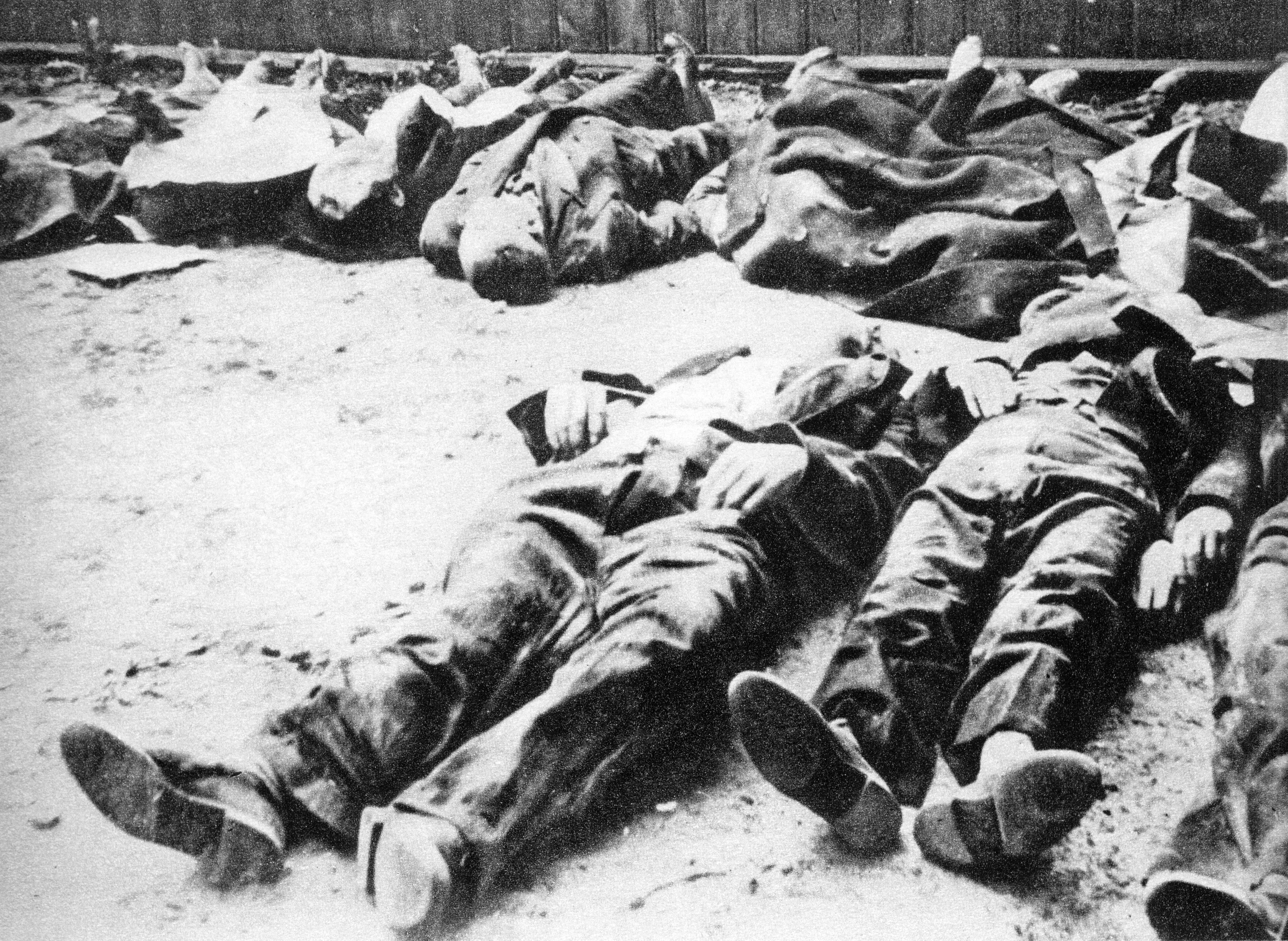
Уничтожение гражданского населения Варшавы (район Воля)

После 1 августа 1944 года немецкая атака была направлена на два западных варшавских района — Воля и Охота. Немцы намеревались обезопасить коммуникации с запада к мостам на Висле, на Прагу и дальше на восток. У повстанцев почти не было огнестрельного оружия, часть которого была переправлена АК в другие места, у повстанцев приходилась лишь одна единица огнестрельного вооружения (например, один пистолет) на семь человек. Остальные огнестрельного оружия не имели и в стычки вступали с гранатами, бутылками с зажигательной смесью, железными прутьями, камнями а то и безо всего — с голыми руками. Повстанцы были плохо подготовлены, между различными подразделениями не было налажено взаимодействие, у большинства солдат не было никакого боевого опыта. В первый день погибло около 2 тысяч бойцов, не считая около 3 тысяч жертв среди гражданского населения (гитлеровцы 1 и 2 августа потеряли около 500 человек убитыми и ранеными, и несколько сот пленными). Произошла резня в монастыре иезуитов на ул. Раковецкой. Поздним вечером 1 августа 1944 года Варшаву покинула почти четверть из тех, кто принимал участие в процессе концентрации сил к условленному часу «W», военная ситуация складывалась не в пользу организаторов восстания. Повстанцы сумели занять лишь немногие из 406 намеченных к захвату стратегически важных объектов (не были определены приоритетные цели) в Варшаве и в Варшавском повяте, им не удалось полностью вытеснить немцев из центра города, овладеть главными коммуникациями, фортами и мостами. Из более важных объектов им удалось захватить только электростанцию, склад обмундирования, продовольственный склад и ратушу. В первые дни повстанцы освободили около 1/3 территории столицы. Внутри захваченных районов остались немецкие опорные пункты. Повстанцы смогли блокировать военного коменданта Варшавы генерал-лейтенанта Штагеля (Штаэля) и губернатора Варшавы Фишера, были возведены баррикады. В руках восставших оказалась большая часть центра города, но и здесь они были уже не в состоянии продолжать наступление, а правительственный район, вокзалы (кроме одного), казармы, Варшавская цитадель, все мосты, штабы, склады оружия и оба аэродрома оставались в руках немцев. Немцы изолировали восставших в отдельных очагах, поэтому повстанцы не смогли создать единой освобождённой территории. 
Поднимая восстание в Варшаве, его организаторы скрыли от основной массы повстанцев и населения свои подлинные цели, объективно направленные против варшавян и Красной армии (забаррикадироваться и не допускать в укреплённые АК районы Варшавы Красную Армию и польские вооружённые силы, сформированные на территории СССР, вплоть до разрешения спорных вопросов, а в случае попыток разоружения АК оказывать вооружённое сопротивление, рассчитывая на вмешательство западных держав). От жителей Варшавы скрыли, что восстание было начато без согласования с союзниками.
Основная масса в восстание была втянута без полного понимания того, что они совершают, без понимания политических целей восстания. Вечером 1 августа Бур-Коморовский с участием делегата правительства в изгнании направил в Лондон радиограмму с требованием, чтобы советские войска немедленно перешли в наступление на Варшаву:

«Поскольку мы начали открытые бои за Варшаву, мы требуем, чтобы Советы помогли нам немедленной атакой извне».
2 августа командование Армии Крайовой потребовало, чтобы в варшавском пригороде Воля высадилась 1-я польская отдельная парашютная бригада генерала Станислава Сосабовского из состава Польских вооружённых сил на Западе, чтобы с самолётов были сброшены боеприпасы и оружие. К 3 августа восстание в районе Прага было окончательно подавлено.

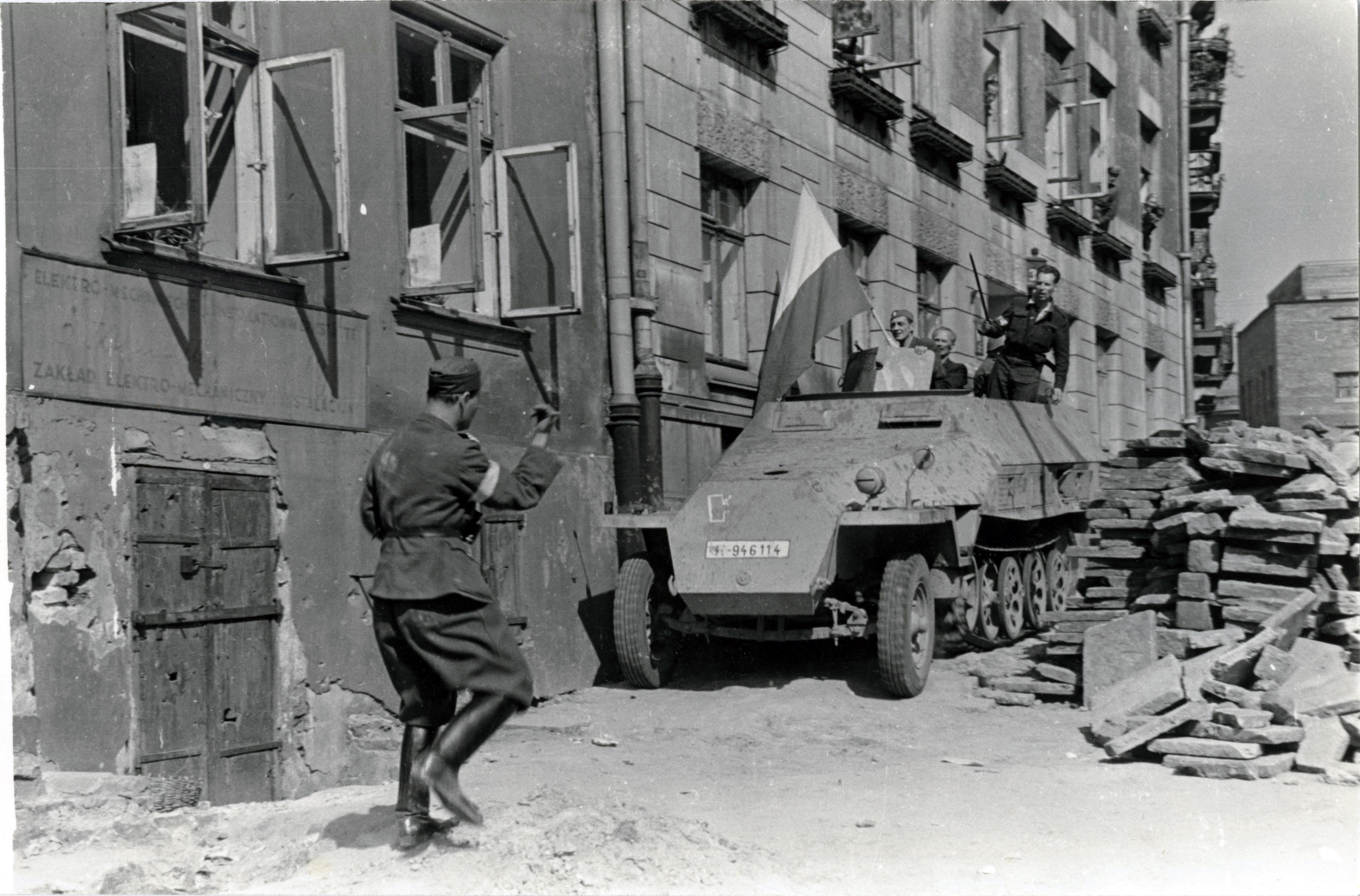
Захваченный немецкий бронетранспортёр на улице Варшавы во время восстания

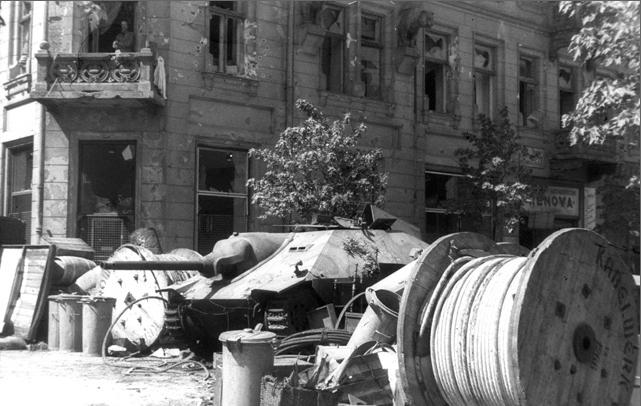
Захваченная повстанцами самоходка «Хетцер», встроенная в баррикаду на площади Наполеона

5 августа повстанцы взяли концлагерь Генсювка и освободили 383 заключённых, в том числе 348 евреев. Однако немецкие силы не понесли особых потерь, удержав ключевые позиции в городе и вынудив повстанцев перейти к обороне. Немцы довольно скоро сумели локализовать восстание в нескольких районах Варшавы и приступить к подавлению с использованием авиации, бронетехники, бронепоезда и артиллерии. Генерал Окулицкий 6 августа писал командующему АК следующее: «Как только мы очистим Варшаву настолько, что будет возможен переезд вице-премьера к Вам, следует занять наиболее представительные здания (Совет Министров и
Главный штаб) и полностью продемонстрировать все атрибуты государственной власти». 6 августа Бур-Коморовский направил в Лондон радиограмму от имени советского офицера К. А. Калугина, который в 1942 году попал в немецкий плен, затем вступил в РОА. В 1943 году Константин Калугин установил связь с подпольной организацией польских коммунистов Гвардией Людовой, которые вели работу во власовских частях. В конце июля 1944 года Константин Калугин оказался в Варшаве и 2 августа был задержан патрулём Армии Крайовой, после чего присоединился к польским повстанцам. В радиограмме содержалась просьба Константина Калугинa к руководству СССР предоставить восставшим «автоматическое оружие, боеприпасы, гранаты и противотанковые ружья…». Штаб АК представлял бывшего власовца капитана Константина Калугина как офицера-связника от Константина Рокоссовского или от Иосифа Сталина, заброшенного в Варшаву на парашюте для координации совместных действий.

## Ответ немецкого командования
С немецкой стороны район Варшавы обороняла 9-я армия генерала Николауса фон Формана. Важная роль отводилась удержанию Варшавы — крупного центра коммуникаций и связи. В районе польской столицы и внутри неё были сконцентрированы большие силы гитлеровцев, значительное количество танков, артиллерии и авиации. Военным комендантом Варшавы был назначен генерал-лейтенант Райнер Штаэль. В городе было создано пять секторов обороны. Мосты были заминированы сапёрами, сильно укреплены и готовы к подрыву. Варшава располагала относительно сильной противовоздушной обороной (114 зенитных орудий 8,8 cm FlaK 18/36/37, 18 зенитных орудий 3,7 см, 132 зенитных орудия 2 cm FlaK 30). Агентура полиции безопасности и Службы безопасности (СД) ещё в июле донесла о готовившемся вооружённом выступлении, однако немцы довольно скептически относились к возможности масштабного выступления подпольщиков). К началу восстания в левобережной Варшаве с учётом подразделений полиции, СС, жандармерии, СА, сапёров, мостовой охраны, курсантов военных школ, зенитчиков, персонала аэродромного обслуживания и связистов находилось около 16 тысяч хорошо вооружённых гитлеровцев принадлежавших к 300 различным формированиям и ведомствам. Немецкие архивные данные свидетельствуют, что в левобережной Варшаве находилось 16 танков T-V, 5 танков T-VI и 28 САУ Hetzer. Общее командование этими силами создано не было. Запись в журнале боевых действий 9-й армии, сделанная вечером 1 августа, гласила:

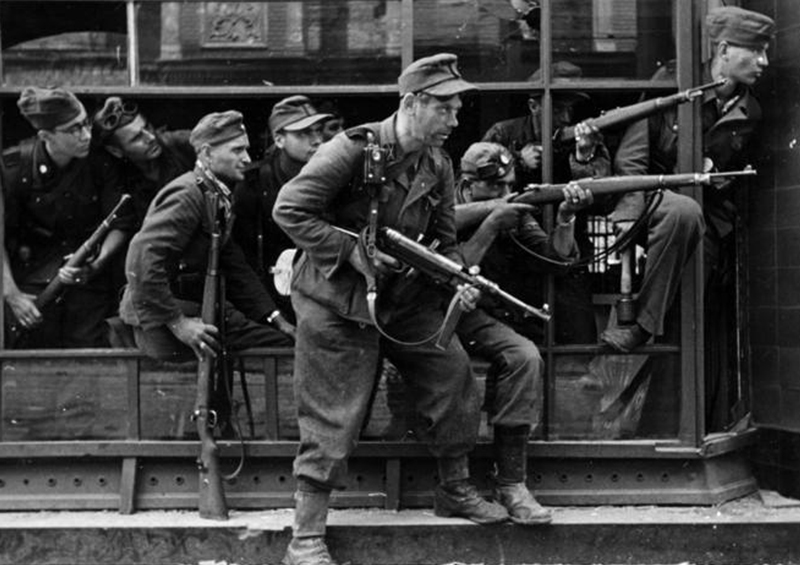
Штрафники зондер-полка СС «Дирлевангер» во время подавления Варшавского восстания

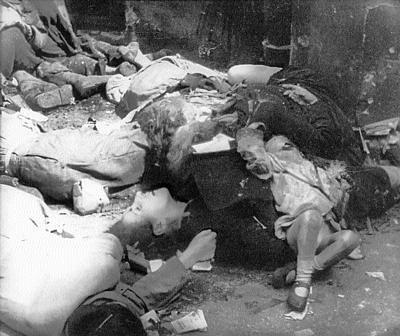
Польские гражданские лица, убитые войсками СС в ходе подавления Варшавского восстания. Август 1944 г.

Ожидавшееся восстание поляков в Варшаве началось в 17:00. По всей Варшаве идут бои. Непосредственная артерия снабжения 39-го танкового корпуса перерезана. Удержание варшавского телефонного коммутатора счастливым образом обеспечивает связь со ставкой вермахта и 30-м танковым корпусом. Командование 9-й армии потребовало полицейских сил для подавления восстания.

Получив известие о вспыхнувшем в Варшаве восстании, рейхсфюрер СС Генрих Гиммлер 2 августа прибыл из Восточной Пруссии в Познань для организации подавления его частями СС и полиции. Положение на фронте не позволяло сосредоточить непосредственно против повстанцев значительные силы вермахта). Гитлер приказал стереть Варшаву с лица земли, уничтожив всё её население.
Немецкие подкрепления прибыли в Варшаву 2—4 августа и были размещены прежде всего в районах Охота (группа Каминского) и Воля (боевая группа генерала Райнефарта, в том числе, штрафной полк СС Оскара Дирлевангера). По поручению Генриха Гиммлерa 4 августа 1944 года во главе отрядов СС и полиции из Познани в Варшаву прибыл высший командир СС и полиции группенфюрер Хайнц Райнефарт. 5 августа немцы, обладая абсолютным преимуществом в вооружении и военной технике, начали генеральное наступление с использованием танков, тяжёлой артиллерии и ударной авиации. Отряды СС и полиции под командованием Райнефарта начали штурм Воли вдоль улицы Вольской, одновременно осуществляя тотальное уничтожение гражданского населения. С вечера 5 августа обергруппенфюрер СС Эрих фон дем Бах принял командование над боевой группой фон дем Баха и просил прислать подкрепления. Этот офицер был известен своей жестокостью, и именно ему было поручено утопить восстание в крови. Войскам были приданы артиллерия, САУ, танки, броневики и звено самолётов. Однако, фон дем Бах не получил желанной поддержки — одной полнокровной дивизии вермахта или войск СС.. Вечером 5 августа и 12 августа 1944 года фон дем Бах отдал приказы, которые предписывали значительное сокращение казни мирного населения Варшавы, добился корректировки приказа Гитлера. Общую поддержку варшавскому гарнизону оказывала 9-я армия генерала фон Формана. В первые дни боёв большую помощь немцы получили от частей дивизии «Герман Геринг» на марше на фронт, танковые подразделения которой (21 танк T-IV) в нескольких эпизодах сыграли ключевую роль.
По состоянию на 5 августа 1944 года в распоряжении Хайнца Райнефарта были следующие силы:
1. «Зондерполк СС „Дирлевангер“»: 881 человек;
2. 608-й охранный полк вермахта: 618 человек;
3. два батальона 111-го азербайджанского полка вермахта: 682 человек;
4. сводный полк 29-й пехотной дивизии СС «РОНА»: 1700 человек;
5. отряды «СС» и полиции из Вартеланда: 2740 человек;

Всего: 6621 человек. Командиру был также подчинён бронепоезд вермахта. 11 августа 1944 года в состав группировки вошёл 302-й отдельный танковый батальон радиоуправляемых машин (24 штурмовых орудий StuG IV , 64 самоходных мин Borgward IV. С 12 августа 1944 года Эрих фон дем Бах командовал почти всеми гитлеровскими силами в левобережной Варшаве.
В подавлении восстания принимали участие военные подразделения коллаборационистов:
- сводный полк бригады «РОНА» Каминского  под командованием ваффен-штурмбаннфюрера И. Д. Фролова (1700 человек, 4 танка Т-34-76, 1 САУ и 2 гаубицы)[75][76];
- 831 батальон боевой группы СС «Идель-Урал»;
- 1-й и 2-й батальоны 1-го восточно-мусульманского полка СС (800 офицеров, унтер-офицеров и рядовых);
- два батальона 111-го азербайджанского полка вермахта[75];
- 5-й Кубанский казачий полк (командир — полковник Бондаренко)[75];
- 3-й казачий кавалерийский батальон 57-го охранного полка[75];
- 69-й казачий батальон 3-й кавалерийской бригады Казачьего стана[77];
- 572-й казачий батальон[75];
- 209-й казачий полицейский батальон[75];
- 31-й охранный батальон полиции» (31 Schutzmannschafts батальон СД)[78][79];
- 13-й Белорусский полицейский батальон СД (Weissruthenische-Polizei(SD)-Bataillon № 13)[80].

Каминцы из бригады «РОНА», наряду с наряду с эсэсесовцами и людьми Дирливангера, были одними из наиболее жестоких и широко применяемых в Варшаве частей. Полк участвовал в боях в районах Охота и Средместье, попутно занимаясь массовыми грабежами, изнасилованиями и убийствами гражданских. По свидетельству Фролова, Бронислав Каминский лично разрешил своим подчиненным грабить жителем. Вместе с тем, РОНА показала себя малоэффективной в боестолкновениях, часто теряла контроль над подразделениями, происходили перестрелки из союзными немецкими частями. Несмотря на поддержку танков и штурмовых орудий, продвижение формирования было ограниченным, а потери достигли до 30 % личного состава только за первую неделю боев. 
Активное участие в подавлении восстания принимали казаки-коллаборационисты из Казачьего стана. Подразделение казаков во главе с хорунжим И. Аникиным получило задание захватить штаб Бур-Коморовского. Всего казаки по собственным данным захватили около 5 тысяч повстанцев. За проявленное усердие немецкое командование наградило многих казаков и офицеров Железными крестами.
Польский историк Хуберт Куберский (пол. Hubert Kuberski) отмечает, что усилиями польской эмигрантской прессы, повстанческой и послевоенной комунистической пропаганды, в сознании многих людей, в музейных экспозициях, на страницах популярных изданий и даже научных монографий закрепился ряд мифологем и искаженных представлений: роль немцев в разрушении столицы нередко преуменьшалась, тогда как ответственность за зверства перекладывалась на «власовцев», калмыков и украинцев. Последними ошибочно называли бойцов РОНА, русских солдат особого полка СС Дирлевангера и участников восточных формирований. Как доказывает Х. Куберский, документы и газеты повстанцев изобиловали ангажированными антиукраинскими заголовками и репортажами, транслируя ложные сведения, как-то об галицкой дивизии в городе или пассажи про «украинские танки (sic!) на улице Монюшко». Стереотипы охотно дублировала и польская пресса в изгнании, вмещая дезинформацию, что украинцы якобы составляли большинство из тех, кто стрелял по полякам с крыш. По утверждению Куберского, годы сознательного пренебрежения со стороны польских авторов немецкими архивами «ощущаются до сих пор». Историк Гжегож Мотыка указывает, что по состоянию на 1 августа 1944 года в Варшаве действительно находилось от 4 до 5 тыс. гражданских украинцев, несколько сот из них были убиты немцами (например, возле собора Марии Магдалины и церкви Святого Иоанна Лествичника), кто-то оказался объектом подозрений со стороны польского PKB, который отправлял задержаных на разные работы, и притом порой злоупотреблял полномочиями, как в случае избиения директора публичной библиотеки, украинца Льва Быковского.    
5 августа немцы начали широкомасштабную контратаку с использованием танков, тяжёлой артиллерии, бронепоезда и боевой авиации, которая продолжалась до 17 августа. Повстанцы находились под артиллерийским обстрелом и авиационными бомбардировками. Немецкие «Штуки», Heinkel He 111, и «Мессершмитты» выполнили 1606 вылетов на бомбардировку, потеряв один Ju-87 над Старым городом, на Варшаву было сброшено 1580 тонн бомб. Тактика командующего немецкими силами фон дем Баха заключалась в изоляции отдельных очагов восстания и уничтожении их поодиночке. 
Наступавшие немецкие колонны разделили Варшаву на «повстанческие острова». В захваченных карателями районах немцы и коллаборационисты совершали массовые казни мирного населения Варшавы, изнасилования, грабежи, осуществляли целенаправленное разрушение городских строений. Бои за Старый город отличались особым упорством.
18 августа командующий немецкими войсками генерал СС Бах-Зелевский предложил АК сложить оружие, обещая статус военнопленных и гуманное отношение к пленным и населению. Все предложения о капитуляции остались без ответа. К 20 августа определился состав сил и средств корпусной группы фон дем Баха, а также её численность — максимально до 25 тысяч человек. Общая численность участников восстания доходила до 40 тысяч человек, среди которых лишь несколько тысяч было вооружено стрелковым оружием (в ходе восстания вооружение и боеприпасы добывались в боях, изготавливались в мастерских, сбрасывались авиацией союзников, партизаны из Кампиносской пущи также поставляли оружие в город). 23 августа находившийся в Варшаве заместитель делегата правительства сообщил в Лондон:

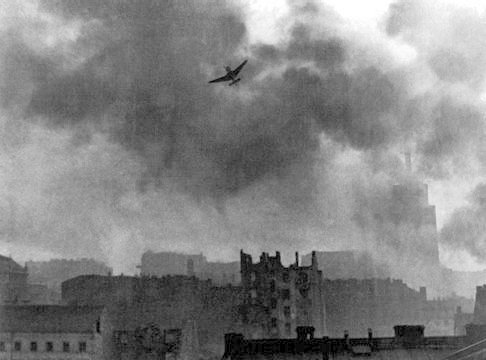
Юнкерс Ju-87 бомбардирует Старый город (Варшава). Август 1944 г.

«Под влиянием коммунистической пропаганды, распространяемой все шире, здесь задают вопрос, кто ответственен за преждевременно начатое восстание без предварительных гарантий помощи союзников и России. После трех недель боев ситуация в Варшаве вследствие отсутствия достаточной помощи восставшим приобретает черты политического скандала. Общественное мнение обвиняет правительство в том, что оно не имеет никакого веса на международной арене. Растет недовольство союзниками, граничащее с враждой(…) Требуем немедленной эффективной помощи, требуем объяснений за трехнедельную проволочку, которая привела к тому, что вместо победы мы имеем руины и тысячи жертв».

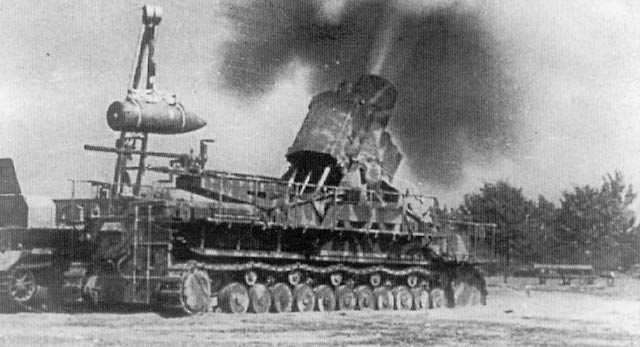
Самоходная мортира «Карл» (установка «Циу») ведёт огонь по восставшей Варшаве, август 1944 года

Организаторы восстания, попав под огонь критики варшавян и, будучи не в состоянии им ни внятно ответить, ни помочь, стали искать способ снять ответственность с себя. Пресса АК внезапно объявила о том, что восстание началось в ответ на призыв радиостанции СПП «Костюшко», прозвучавший 29 июля, что было ложью. Примечательно, что об этой радиопередаче радиостанции «Костюшко» руководство АК не упоминало ни в начале восстания, ни в первой половине августа — ни во внутренних документах с самыми резкими нападками на СССР, ни в открытых газетных публикациях. Полный текст этой радиопередачи передали открытым текстом из Лондона 16 августа. 25 августа германское командование обратилось к населению, предлагая покинуть город. 28 августа генерал Коморовский приказал организовать восстание в Кракове  но этот приказ был проигнорирован местными командирами АК.

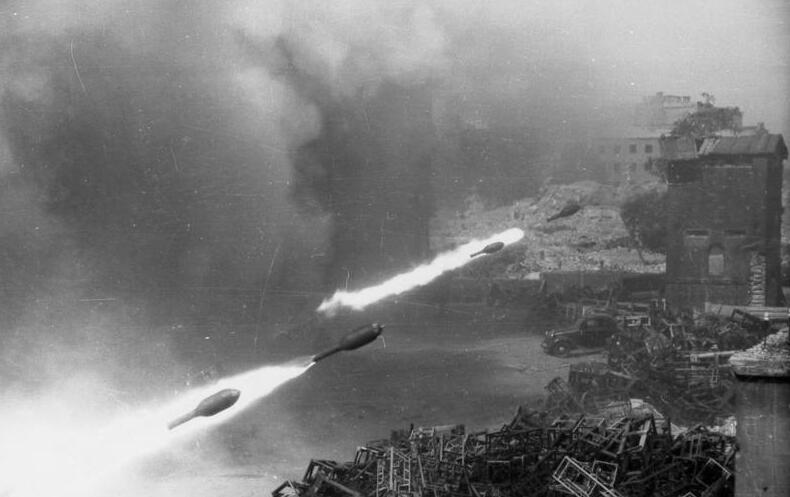
Залп небельверферов во время Варшавского восстания

31 августа на улицах Старого города собралась агрессивно настроенная толпа, которая предприняла попытку вывесить белые флаги и разобрать баррикады, был открыт огонь по толпе. Старый город пал 2 сентября, а повстанцы во главе с командиром полковником К. Зиемским выходили из него через подземные каналы в районы Центр и Жолибож.

## Неудача призывов к Англии высадить воздушный десант
По планам поляков в Лондоне и командования АК, восставших должен был поддержать воздушный десант польских парашютных частей из Великобритании, что было совершенно нереальным ввиду слишком большого расстояния от союзных аэродромов до Варшавы. Давление британского правительства в конечном итоге заставило поляков уступить и согласиться позволить бригаде использоваться на Западном фронте, 6 июня 1944 года единственное польское подразделение, непосредственно подчиненное польскому правительству в изгнании и, следовательно, независимое от британского командования, было переведено в ту же командную структуру, что и все другие Польские войска на Западе, ее включили в состав 1-й союзной воздушно-десантной армии. Британцы перед восстанием ясно и недвусмысленно исключили прибытие в Польшу 1-й польской отдельной парашютной бригады и истребительных эскадрильи ВВС, о чём и эмиграционное правительство, и военачальники были официально проинформированы. Попытки оказать давление на британское правительство и командование не увенчались успехом, воздушный десант в поддержку восстания не состоялся. Не согласились британцы и бомбить немецкие аэродромы вблизи польской столицы.

## Действия Красной армии на Висле и Нареве

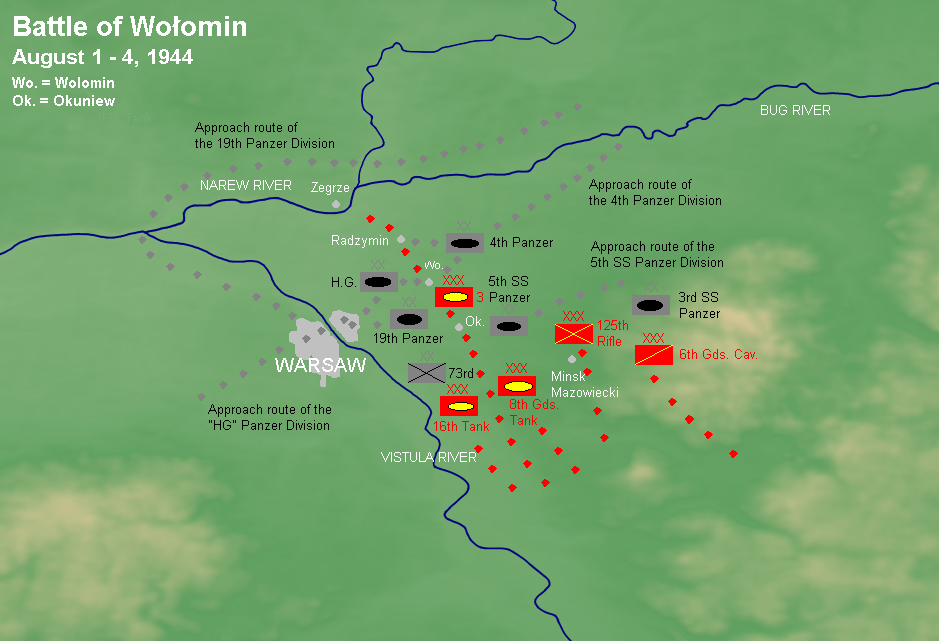
Встречное сражение в районе Радзымин-Воломин-Окунев

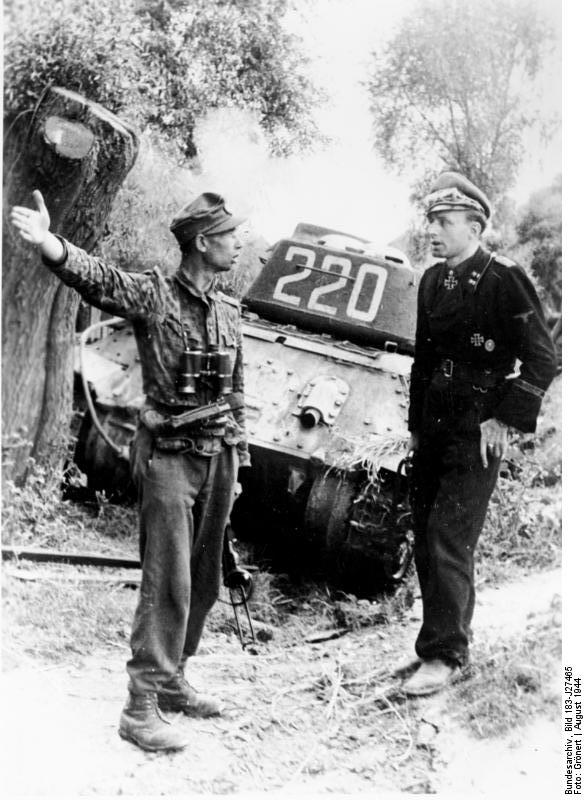
Т-34, подбитый под Варшавой. На переднем плане справа — командир 3-го танкового полка дивизии «Мёртвая Голова» Эрвин Мейердресс. Август 1944 г.

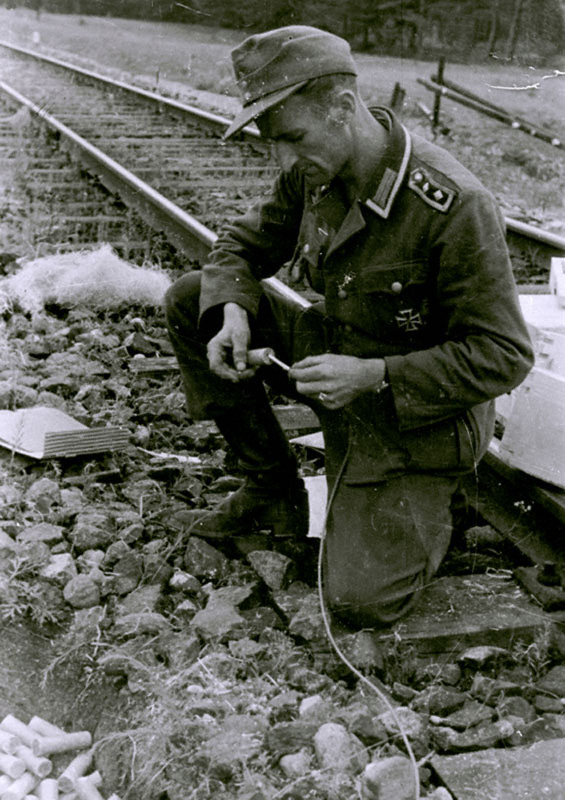
Разрушение немцами железных дорог перед отступлением. Гродно, июль 1944 г.

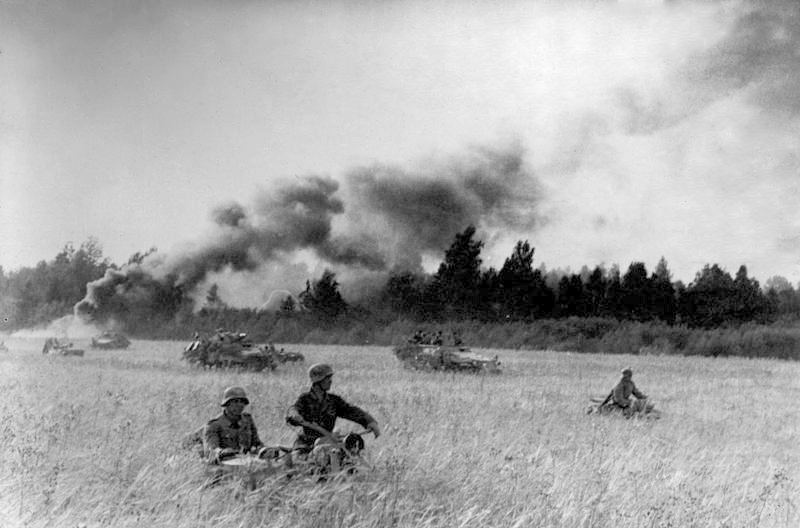
Наступление танковой дивизии «Великая Германия» в Прибалтике, август 1944 г.

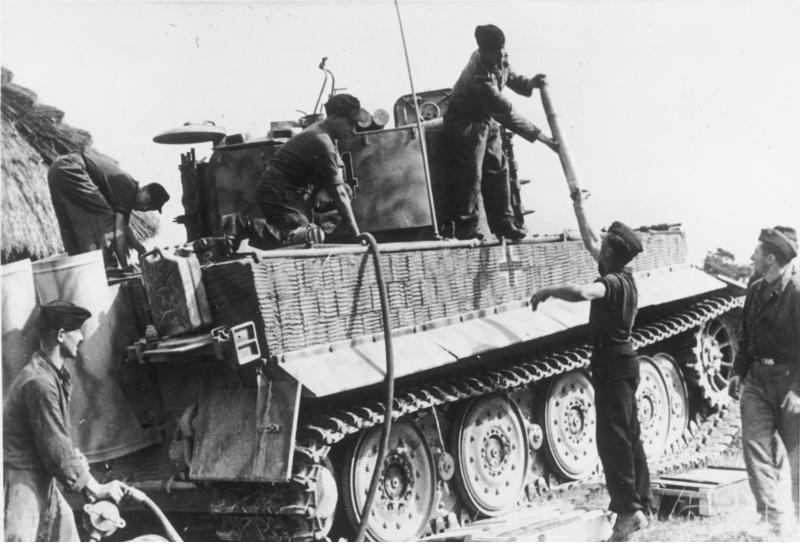
Pz.VI 'Tiger' пополняет боезапас. Август 1944 г.

К моменту выхода к окрестностям Варшавы Красная армия, пройдя с 23 июня около 500 километров, растянула свои порядки и коммуникации. Продвижение составило не 150—250 км, как планировалось, а 400—500. Не были восполнены потери в боевой технике и личном составе. Боевой состав сражающихся частей к концу наступления катастрофически сократился: количество лиц на довольствии составило 50 % от штатного, число активных штыков в пехоте 25 %, количество исправных, готовых к бою машин в танковых частях до 30 % штатного расписания. Отставали обозы с боеприпасами, обмундированием, продовольствием и горюче-смазочными материалами, отстала и тяжёлая артиллерия. К тому же войска фронта временно лишились воздушного прикрытия, так как приданная им 16-я Воздушная армия ещё не успела перебазироваться на ближайшие к фронту аэродромы, и также испытывала трудности с подвозом горючего. Общая обстановка на подступах к Варшаве оказалась достаточно сложной. Соединения немецкой 2-й армии организовали оборонительный рубеж по линии Седльце — Бяла-Подляска, на который советские войска натолкнулись 27 июля. Немцы же со своей стороны, стянув к Варшаве 5 танковых дивизий, в том числе дивизии войск СС, перешли в контрнаступление и 1 августа заставили советские войска перейти к обороне. 30 июля — 1 августа свежие немецкие части контратаковали 2-ю танковую армию РККА, сильно вырвавшуюся вперёд и приближавшуюся к варшавской Праге, и заставили её отойти. 1 августа 1944 года командующий войсками группы армий «Центр» генерал-фельдмаршал Вальтер Модель запретил отход войскам группы. В июле—августе 1944 года прикрывавшая подступы к Варшаве группа армий «Центр» не только частично возместила потери, понесённые перед этим в Белоруссии, но усилиями нового командования превзошла первоначальную мощь бронетанковых войск и авиации. Группа армий «Центр» в течение июля и первых дней августа была укреплена тридцатью тремя дивизиями и четырьмя бригадами, включая 9 танковых дивизий, одну танковую бригаду и одну моторизованную дивизию. Назначенный главнокомандующим Группы армий «Центр» фельдмаршал Модель сконцентрировал на варшавском направлении мощные силы. Это привело к ослаблению сил вермахта на других участках советско-германского фронта, к ухудшению положения войск противника на западном фронте и в оккупированных странах.
2-я танковая армия после неудачной попытки 25 июля прорваться на западный берег Вислы с ходу по железнодорожному мосту у Демблина вела наступление по правому берегу реки Висла в общем направлении на север. Армия Радзиевского планировала захват плацдарма в районе Сероцка в 40 км к северу от Варшавы за притоком Вислы реки Нарев. По дороге армия была должна захватить варшавский пригород Прагу, который располагался на восточном берегу Вислы. Она действовала при слабом прикрытии правого фланга 6-й кавалерийской дивизией, а вырвавшийся вперёд 3-й танковый корпус остался вообще без какого-либо пехотного или кавалерийского прикрытия. 1 августа он попал в окружение (ему в тыл вышли дивизия «Герман Геринг», 19-я танковая дивизия и 5-я танковая дивизия СС «Викинг») и, по немецким данным, был практически уничтожен. 2 августа 8-й гвардейский танковый корпус ударом извне проломил узкий коридор навстречу окружённым. Кобылка, Радзимин и Воломин были оставлены, а 8-й гвардейский танковый и 3-й танковый корпуса должны были обороняться от атакующих с нескольких сторон танковых дивизий противника. Однако Окунев и Медзешин остались в руках Красной армии. Тяжёлые потери понёс 8-й гвардейский танковый корпус, значительные — 16-й танковый корпус. За период с 20 июля по 5 августа потери армии составили 1261 танков и САУ (156 % от первоначальной численности), то есть на каждую боеспособную машину приходилось до трёх ремонтов. После подхода соединений 47-й армии 5—6 августа 2-я танковая армия, потерявшая к этому времени 284 танка (по немецким данным — 337), была выведена из боя. Безвозвратные потери армии за период 27 июля — 5 августа составили 180 танков и САУ. Ещё 51 единица бронетехники была отправлена на капитальный ремонт на ремонтные заводы в СССР. После контрудара под Радзимином 3-й танковый корпус был отведён к Минск-Мазовецкому для отдыха и пополнения, а 16-й танковый корпус был переброшен на Магнушевский плацдарм. Противниками снова стали дивизия «Герман Геринг» и 19-я танковая дивизия. 2 августа 69-я и 8-я гвардейские армии, попав под немецкий контрудар из района Гарволин, были вынуждены остановить наступление и перейти к обороне. Основные усилия были направлены на то, чтобы захватить и любой ценой удержать плацдармы севернее и южнее Варшавы, с которых, развивая наступление, можно было замкнуть кольцо окружения западнее польской столицы. Сражение продолжалось до 10 августа. В результате немецкий контрудар был остановлен, предмостные укрепления в районах Магнушев и Пулавы остались в руках Красной армии, но 1-й Белорусский фронт на этом участке остался без подвижных соединений и был лишён возможности манёвренного наступления. Немцы предприняли на этих участках ряд ожесточённых контратак с целью выбить советские формирования, которые смогли удержать захваченные плацдармы в своих руках, однако у них не было достаточно сил, чтобы расширить их. Ожесточённые сражения за плацдармы советских войск на левом берегу реки Висла, в которых участвовали десятки советских и германских дивизий, продолжались до конца августа. В соответствии с оперативными планами переброшенные на варшавское направление 47-я и 70-я советские армии 10 августа начали наступление, 17 августа они получили усиление 8-м гвардейским танковым корпусом. Восполнение потерь 1-го Белорусского фронта шло главным образом за счёт необученного пополнения из Восточной и Западной Белоруссии, что резко снижало боеспособность войск.
Курт Типпельскирх отмечал, что в момент начала восстания «сила русского удара уже иссякла, и русские отказались от намерения овладеть польской столицей с хода». Однако, по его мнению, если бы сразу же после начала восстания русские войска «продолжали атаковать предмостное укрепление, положение немецких войск в городе стало бы безнадёжным». Остановка советских атак позволила немцам сосредоточить силы, необходимые для подавления восстания. В августе, как отмечал Курт Типпельскирх, Красная армия перенесла свою активность на юг от Варшавы — на плацдармы у Пулава и Варки, за расширение которых она вела длительные, но достаточно малоуспешные для неё бои. Эти малые успехи он объясняет как упорством немецких войск, так и «тем обстоятельством, что свои основные усилия русские сосредоточили на других участках фронта».
Норман Дэвис полагал, что стоявшая против Варшавы советская группировка была ослаблена за счёт того, что резервы были переброшены на румынско-балканский фронт. Однако согласно Дэвиду Гланцу 2-й Украинский фронт получил подкрепления от 1-го Белорусского фронта в виде механизированного корпуса Плиева только к 6 октября, когда началась Дебреценская операция, то есть через 4 дня после поражения восстания. Остальные фронты, задействованные в Румынии и на Балканах, не получили ничего и, напротив, были вынуждены передавать свои соединения 2-му Украинскому фронту.
Лиддел Гарт считал, что в боях под Варшавой (равно как и под Инстербургом) советские войска впервые за всю операцию «Багратион» потерпели «серьёзную неудачу». Причиной такого хода событий он считал «естественный» закон стратегического перенапряжения, когда немецкие коммуникации сократились, а советские, напротив, оказались слишком растянутыми. Второй причиной Лиддел Гарт считал то, что советские наступательные действия приняли форму «прямых действий», когда противник, ранее никогда не знавший достоверно, где будет нанесён главный удар, в случаях с Варшавой и Инстербургом мог абсолютно уверенно сказать, что явится целью наступления.
Сегодня установлено, что приказ о переходе к обороне прорвавшейся на пражском направлении 2-й танковой армии был отдан и. о. командующего армией 1 августа в 4:10 по московскому времени, то есть примерно за 12 часов до начала восстания и за полтора суток до того, как о восстании стало известно в Лондоне, а через Лондон — в Москве.
По утверждению Яна Новак-Езёраньского после начала восстания советские танковые армии перестали получать топливо, что не соответствует действительности: уже 31 июля за сутки до восстания, Рокоссовский докладывал, что его войска уже испытывали трудности из-за нехватки горючего, которую вызывал «постоянный отрыв войск от баз снабжения из-за отставания восстановления железных дорог».
8 августа Г. К. Жуков и К. К. Рокоссовский предложили И. В. Сталину следующий план действий: после необходимой паузы в несколько дней для отдыха, подтягивания тылов и перегруппировки с 10 по 20 августа провести ряд подготовительных операций. Предлагалось правым крылом фронта осуществить выход к Нареву с захватом плацдарма в районе Пултуска, а левым крылом фронта расширить Сандомирский плацдарм на Висле и после новой передышки минимум в 5 дней, при самых благоприятных условиях не ранее 25 августа, после выхода правого крыла 1-го Белорусского фронта на рубеж реки Нарев начать широкомасштабную операцию по освобождению Варшавы. Результатом этих действий должно было стать форсирование Вислы к западу от Модлина и удар с двух плацдармов (плацдарма на западном берегу р. Нарев и Радомского плацдарма) для окружения и взятия Варшавы, причём непосредственное овладение Варшавой возлагалось на Войско Польское, которое подчинялось КРН и ПКНО. Координация с нерегулярными формированиями планом не предусматривалась.

Доклад Маршалов Советского Союза Г. К. Жукова и К. К. Рокоссовского

Верховному Главнокомандующему о плане проведения войсками 1-го Белорусского фронта Варшавской операции

Действующая армия

8 августа 1944 г.

Верховному Главнокомандующему Маршалу Советского Союза товарищу СТАЛИНУ

Докладываем соображения о дальнейших действиях войск 1-го Белорусского фронта и о наметке плана проведения Варшавской операции.

1. Варшавскую операцию фронт может начать после того, как армии правого крыла выйдут на рубеж р. Нарев и захватят плацдарм на его западном берегу на участке Пултуск, Сероцк.

Боевые порядки этих армий удалены от реки Нарев на расстояние 120 км; для преодоления этого расстояния потребуется 10 дней. Таким образом, наступательную операцию армиями правого крыла фронта, с выходом их на рубеж р. Нарев, необходимо провести в период с 10 по 20.8.44 года.

2. За это же время на левом крыле фронта силами 69-й армии 8-й гв. армии, 7-го гв. кк и 11-го тк необходимо провести частную операцию с целью расширения плацдарма на западном берегу р. Висла, с выходом этих армий на рубеж: Варка, Стромец, Радом, Вежбица.

Для проведения этой операции необходимо из состава 1-го Украинского фронта передать 1-ю танковую армию Катукова в состав 1-го Белорусского фронта и направить её из района Опатув через Островец, Сенно, с задачей ударом в северном направлении выйти на фронт: Зволень, Радом и этим оказать помощь 69-й, 8-й гв. А, 7-му кк и 11-му тк в разгроме противостоящего противника.

Наряду с этим необходимо существующую разграничительную линию между 1-м Белорусским и 1-м Украинским фронтами поднять на север до линии: Красностав, река Илжанка, Опочно, Пиотркув. Это уплотнит боевые порядки армий левого крыла 1-го Белорусского фронта и усилит ударную мощь наших войск на радомском направлении.

3. После проведения этих операций и с выходом армий правого крыла фронта на рубеж р. Нарев, а армий левого крыла на фронт: Варка, Стромец, Радом, Вежбица войска будут нуждаться во времени минимум 5 дней для перебазирования авиации, для подтягивания артиллерии и тылов, а также для подвоза боеприпасов и горюче-смазочных материалов.

4. Учитывая необходимое время на подготовку, Варшавскую операцию можно начать с 25.8.44 всеми силами фронта, с целью выхода на рубеж: Цеханув, Плоньск, Вышогруд, Сохачев, Скерневице, Томашув и занятия Варшавы.

В этой операции для наступления севернее р. Висла использовать три армии, 1-й танковый и 1-й кавалерийский корпуса, а для наступления южнее р. Висла использовать 69-ю армию, 8-ю гв. армию, 1-ю танковую и 2-ю танковую армии, два кавкорпуса, один танковый корпус и одну армию за счет правого крыла фронта.

1-я польская армия в этой операции будет наступать по западному берегу р. Висла с задачей во взаимодействии с войсками правого крыла и центра фронта овладеть Варшавой.

5. Докладывая изложенное, просим утвердить наши соображения по проведению дальнейших наступательных операций войск 1-го Белорусского фронта и наши расчеты времени на их проведение.

Жаров

Румянцев
Печ. по: ЦАМО РФ. Ф. 233. Оп. 2356. Д. 26. Л. 181—183. Заверенная копия.

Автор многочисленных разоблачённых мистификаций Борис Соколов и Э. Дурачиньский считают, что никаких последствий этот доклад не имел. За этим докладом, по мнению Бориса Соколова и Э. Дурачиньского, не последовали соответствующие приказы, и Варшавская операция так и не была осуществлена на практике. Однако эти выводы совершенно не выдерживают конфронтации с фактами и рассчитаны при этом на полную некомпетентность читателя. Согласно архивным данным, которые отражают военные действия 1-го Белорусского фронта, продвигающегося в западном направлении, попытки наступать дальше в течение августа им предпринимались и не раз. План Варшавской операции начал выполняться, но без 1-й танковой армии, не отозванной с Сандомирского плацдарма. Операция началась 10 августа  и продолжалась до 29 августа. Но, действуя в соответствии с планом Варшавской операции, советские войска так и не достигли своих основных целей.
По данным Курта Типпельскирха в середине августа 1-й Белорусский фронт начал наступление севернее Варшавы в междуречье Буга и Вислы и к 18 августа отбросил 9-ю и 2-ю армии вермахта за Буг. Войска правого крыла фронта начали наступление 10 августа, войска левого крыла фронта начали наступление 19 августа, но наступление захлебнулось. Войска 1-го Украинского фронта на Сандомирском плацдарме (13-я армия, 3-я и 1-я гвардейские танковые армии) с 14 августа ударом в северном направлении пробовали выйти на фронт Зволень, Радом. 14 августа перешла в наступление и 8-я гвардейская армия. В середине августа для поддержки её действий на Магнушевский плацдарм были переправлены главные силы 1-й армии Войска Польского, которые совместно с советскими войсками должны были овладеть Варшавой, но возросшее сопротивление противника и недостаток сил у 1-го Белорусского фронта не позволили осуществить этот замысел. 22 августа в наступление перешёл и 2-й Белорусский фронт. В результате к 31 августа советские войска вбили несколько глубоких клиньев в порядки немецких войск, но задуманного прорыва не вышло. Лишь 30 августа удалось вторично взять Радзымин, 6 сентября — Воломин. 3 сентября наступление возобновилось. Немцев отбросили за Нарев и организовали несколько плацдармов возле Пултуска (Наревский плацдарм). К 16 сентября наступление выдохлось и фронт стабилизировался по линии реки Вислы, при этом за немцами остался Модлин.
Борис Соколов, откровенно подтасовывая историю, утверждает, что в середине августа все пять немецких танковых дивизий, нанёсшие контрудар под Варшавой, были сняты с варшавского фронта и отправлены на север, чтобы прорубить коридор и восстановить сухопутную связь между группами армий «Север» и «Центр». Борис Соколов утверждает, что эта операция теряла смысл в случае советского наступления на Варшаву, так как ослабленные немецкие силы не смогли бы его сдержать, а тем более удержать на севере фронт от Латвии до Одера. Однако по версии Бориса Соколова войска 1-го Белорусского фронта на Висле не сдвинулись с места, пока немецкая 3-я танковая армия пробивалась к Балтийскому морю у Тукумса, который был взят немцами 20 августа. Все это не имеет ничего общего с реальным положением дел. Вопреки утверждениям Бориса Соколова, в Курляндию был переброшен только 39-й танковый корпус. 4-й танковый корпус СС, куда входили дивизии «Мёртвая голова» и «Викинг», остался под Варшавой усиленный 19-й танковой дивизией. Вопреки утверждениям Бориса Соколова и Э. Дурачиньского, войска правого крыла 1-го Белорусского фронта начали наступление 10 августа, войска левого крыла фронта начали наступление 19 августа, а войска 1-го Украинского фронта на Сандомирском плацдарме с 14 августа ударом в северном направлении пробовали выйти на фронт Зволень, Радом.
Южнее Варшавы продолжались упорные бои вокруг советских плацдармов в районе Пулавы и у реки Пилицы в районе гмины Варка. Плацдармы были расширены советскими войсками, но прорыв немецких порядков не удался. Потери 1-го Белорусского фронта в августе 1944 года составили 102 592 человек (23 487 убитых, 76 130 раненых и 2 975 пропавших без вести). Войска 1-го Белорусского фронта потеряли в период за полтора месяца боёв с 1 августа по первую половину сентября 1944 года 166 808 бойцов и командиров. Потери 1-го Украинского фронта лишь за август составили 122 578 человек. 29 августа по решению Ставки наступление 1-го Белорусского фронта, за исключением войск правого крыла фронта, было прекращено — операция окружения Варшавы с юга и севера по плану с 8 августа временно утратила смысл, эти бои показали, что наступательные возможности 1-го Белорусского фронта иссякли. В 2 часа ночи 29 августа Ставка ВГК своей директивой 220196 потребовала от командования 1-го Белорусского фронта перейти к жёсткой обороне на рубеже реки Висла и удержать все плацдармы на её западном берегу. 47-я армия, остановленная возле варшавской Праги и растянувшая свои порядки на 80 км, до 20 августа оставалась в этом районе в полном одиночестве. Войска армии не выполнили поставленной перед ними задачи по освобождению района Праги. 20 августа с ней соединилась 1-я польская армия генерала Берлинга. В соответствии с оперативными планами 3-й танковый корпус, усиленный войсками 47-й армии, 1 сентября начал наступление в районе Праги — операция не дала желаемых результатов. Шестая попытка взять Прагу провалилась.
В начале сентября советская фронтовая разведка обнаружила несколько германских частей, участвовавших в сражении со 2-й танковой армией севернее Варшавы в районе северных плацдармов на Висле. Речь шла о танковой дивизии «Викинг», незадолго до этого переброшенной в район Модлина для отдыха и пополнения, но вынужденной вступить в бой с наступающими частями РККА. Полученные данные позволили принять решение об очередном штурме в районе варшавской Праги, что после мощной артподготовки было проделано 10 сентября 47-й армией совместно с 70-й армией, 8-м гвардейским танковым корпусом и 1-й польской пехотной дивизии имени Тадеуша Костюшко. 14 сентября немцы очистили Прагу, переправив остатки своих войск на другой берег и взорвав мосты. Попытка советских войск высадить разведывательные соединения на противоположном берегу реки с ходу, на плечах отступающего противника, не удалась. Цифры потерь 1-го Белорусского фронта за август-сентябрь составили 171 665 человек, а потери 1-й Польской армии — 7371 человек. Потери по четырём фронтам на территории Польши составили 440 879 человек или 29,8 % общей численности личного состава. В военном отношении действия советских войск на Варшавском направлении в ходе восстания подчинялись военной целесообразности и общим военно-стратегическим планам советского командования летом-осенью 1944 г.

## Политическая позиция Сталина в отношении восстания
30 июля вечером в Москву с частным визитом прилетела делегация польского кабинета министров в Лондоне во главе с премьер-министром правительства в эмиграции Станиславом Миколайчиком, которая встретилась со Сталиным 3 и 9 августа. Посол Великобритании в СССР Арчибальд Кларк Керр 31 июля посоветовал Миколайчику идти на уступки, признать, что в качестве границы на востоке должна быть линия Керзона, убрать Соснковского и наиболее антисоветски настроенных политиков, начать переговоры о формировании нового состава правительства Польши и строить отношения с ПКНО. На предложения британского посла Миколайчик ответил решительным отказом, это было подтверждено во время разговора с Молотовым. По политическим причинам он был сторонником начала восстания накануне встречи со Сталиным. Победа в нём должна была усилить его крайне слабые переговорные позиции. Сталин 2 августа писал Рузвельту, что все зависит «от способности тех или других лиц из польского эмигрантского правительства сотрудничать с действующим уже в Польше» ПКНО.
Находясь в Москве, польский премьер на первой встрече со Сталиным вечером 3 августа предложил три вопроса: о будущем обращении с Германией, договоре об управлении освобождёнными районами Польши и будущей советско-польской границе. 3 августа Миколайчик проинформировал о восстании советскую сторону. При этом не было даже речи о взаимодействии руководства Армии Крайовой с командованием Красной армии, так как предполагалось, что Варшаву удастся освободить собственными силами. На встрече со Сталиным 3 августа польский премьер говорил о близкой победе восстания, о том, что его правительство будет встречать советские войска в Варшаве, куда он планировал вылететь. На замечание Сталина, что там немцы, Миколайчик возразил: «Варшава будет свободна со дня на день». В дальнейшем беседа велась о советско-польской границе и проблемам взаимоотношений эмигрантского польского правительства и ПКНО. Сталин отказался признать АК регулярной армией и предупредил, что советское правительство имеет фактические отношения с ПКНО, Красная армия заинтересована в обеспечении спокойного тыла. Если эмигрантское польское правительство считает целесообразным договориться с ПКНО для создания одного польского правительства, то СССР готово будет этому помочь. Если польское эмигрантское правительство сочтёт это нежелательным, то СССР будет сотрудничать с ПКНО. 5 августа Сталин снова выразил сомнение относительно действий АК, заявив, что в современной войне армия без артиллерии, танков и авиации и даже без достаточного количества стрелкового оружия не имеет никакого значения и он не представляет, как АК может изгнать немцев из Варшавы: «Я не представляю, как подобные отряды могут взять Варшаву, на оборону которой немцы выставили четыре танковые дивизии, в том числе дивизию «Герман Геринг». В это же время в Москву прибыли представители ПКНО, они пытались вести переговоры с Миколайчиком, но переговоры эти провалились и не достигли никаких результатов. 8 августа Сталин сообщил Черчиллю о встречах в Москве Станислава Миколайчика с представителями Польского комитета национального освобождения, но выразил мнение, что они пока «ещё не привели к желательным результатам». 9 августа 1944 года состоялась ещё одна встреча Миколайчика со Сталиным, которая ранее не планировалась. Миколайчик сообщил Сталину о результатах своих переговоров с представителями ПКНО и высказал уверенность, что лондонское польское правительство будет сотрудничать с этим Комитетом. После обмена мнениями о том, каким может быть польское правительство после изгнания немцев с территории Польши, Миколайчик обратился к Сталину с просьбой оказать помощь полякам, сражавшимся в Варшаве, — попросил помочь повстанцам оружием и боеприпасами, уверяя Сталина, что «немцы сейчас не так сильны, чтобы выбросить поляков из тех районов Варшавы, которые они занимают». С просьбой о помощи путем нанесения Красной армией ударов по немецким позициям Миколайчик не обращался. На этой встрече Миколайчик окончательно отверг предложение Сталина создать правительство совместно с ПКНО. 9 августа 1944 года Сталин в беседе с членами польской правительственной делегации заявил, что решение о восстании польской подпольной армии в Варшаве он считает «нереальным делом, так как у восставших нет оружия, в то время как немцы только в районе Праги имеют три танковых дивизии, не считая пехоты». Миколайчик сообщил Сталину, что сейчас не имеет достаточных полномочий, чтобы решить вопрос об отношениях с ПКНО и проблему советско-польской границы. Официальные отношения польских лондонских кругов с СССР не были восстановлены, без чего не могло быть договорённости о совместных и согласованных действиях с советским командованием, 10 августа Миколайчик отбыл в Лондон. Переговоры за это время фактически не сдвинулись с мёртвой точки. Публикации печати и передачи по радио польского эмигрантского правительства, обвинявших Москву в умышленном уклонении от помощи полякам, голословные обвинения, что с момента начала борьбы за Варшаву на подступах к ней Красная армия прекратила все боевые действия, усугубили раздражение против «лондонцев». 12 августа ТАСС опубликовало заявление, которое выразило отношение правительства СССР к инициаторам и организаторам восстания:

«В последние дни в зарубежной печати появились сообщения со ссылкой на газеты и радио польского эмигрантского правительства о восстании и боях в Варшаве, начавшихся 1 августа по приказу польских эмигрантов в Лондоне и продолжающихся до сих пор. Газеты и радио польского эмигрантского правительства в Лондоне упоминают при этом, что повстанцы в Варшаве якобы были в контакте с советским командованием, но оно не пришло к ним с необходимой помощью. ТАСС уполномочен заявить, что эти утверждения и упоминания зарубежной печати являются либо результатом недоразумения либо проявлением клеветы на советское командование. Агентству ТАСС известно, что со стороны польских лондонских кругов, ответственных за события в Варшаве, не было предпринято ни одной попытки, чтобы своевременно предупредить и согласовать с советским военным командованием какие-либо выступления в Варшаве. Ввиду этого ответственность за события в Варшаве падает исключительно на польские эмигрантские круги в Лондоне»

Все следующие предложения правительства Миколайчика основывались на игнорировании политической реальности: государственной границы между СССР и Польшей по линии Керзона и ПКНО. Миколайчик был готов отправиться в Варшаву после ее освобождения и сформировать правительство, состоящее из  представителей четырех партий, представленных в правительстве  в изгнании и коммунистов из Польской рабочей партии , причем каждая из партий, представленных в правительстве, получила бы 20 % портфелей. План премьер-министра встретил сопротивление со стороны президента Рачкевича, командования АК и главнокомандующего генерала Соснковского —  последний даже пригрозил объявить о повиновении правительству Миколайчика, если премьер-министр отправится в Польшу в согласии с коммунистами.  Эти заявления свидетельствовали о том, что политики и военные польского эмигрантского правительства по-прежнему не осознавали сложившуюся геополитическую реальность. В итоге все попытки польских лондонских кругов делить ответственность за ситуацию с СССР, а тем более переложить на СССР бремя решения возникшего конфликта с действительностью, в котором они увязли, оказались совершенно безрезультатными. 15 ноября 1944 года на встрече с польской делегацией во главе с Марианом Спыхальским Сталин сказал: «Если бы нас спросили, мы бы не дали совета восставать». Он объяснил задержку советских войск у Варшавы наличием высокого левого берега Вислы и необходимостью подтягивания как минимум 40 дивизий, оружия и продовольствия.

## Политическая позиция руководства Армии Крайовой и Делегатуры в отношении СССР и ПКНО
1 октября 1943 года в АК была прислана инструкция лондонского правительства, которая содержала в себе следующие положения на случай несанкционированного вступления советских войск на территорию Польши в пределах границ Второй Речи Посполитой:

«Польское правительство направляет протест Объединённым нациям против нарушения польского суверенитета — вследствие вступления Советов на территорию Польши без согласования с польским правительством — одновременно заявляя, что страна с Советами взаимодействовать не будет. Правительство одновременно предостерегает, что в случае ареста представителей подпольного движения и каких-либо репрессий против польских граждан подпольные организации перейдут к самообороне».

14 октября 1943 года генерал Тадеуш Бур-Коморовский при рассмотрении вопроса о возможности восстания на оккупированной немцами территории заметил на заседании руководства политического подполья, подчинявшегося лондонскому правительству:

«Мы не можем допустить до восстания в то время, когда Германия все ещё держит Восточный фронт и защищает нас с той стороны. В данном случае ослабление Германии как раз не в наших интересах. Кроме того, я вижу угрозу в лице России… Чем дальше находится русская армия, тем лучше для нас. Из этого вытекает логическое заключение, что мы не можем вызвать восстание против Германии до тех пор, пока она держит русский фронт, а тем самым и русских вдали от нас. Кроме того, мы должны быть подготовлены к тому, чтобы оказать вооружённое сопротивление русским войскам, выступающим на территорию Польши».

В условия неотвратимого советского продвижения на Запад печатный орган главнокомандования АК в передовой статье «На что мы рассчитываем?» от 16 марта 1944 года отмечал: «1. Прежде всего на собственные вооружённые силы … 2. На то, что англосаксонско-советский конфликт неизбежен… 3.К концу войны в полной мере обнаружится несокрушимая мощь Соединенных Штатов и Великобритании… и когда эта мощь окажется в Европе, голос этих держав будет ясно слышен как их врагами, так и их союзниками. Мы на это рассчитываем. Мы на это делаем ставку». 5 августа 1944 года, когда 2-я танковая армия вела тяжёлые бои у Окунева с танковыми частями вермахта, в Лондон из восставшего города поступила телеграмма Делегатуры, в которой политическое руководство АК обвиняло Красную Армию в том, что она якобы специально не предпринимает ничего для того, чтобы занять столицу, в то время как «немцы уже второй день усиленно бомбардируют город с самолётов». Текст телеграммы попал на страницы польских эмигрантских, а затем английских газет и в прессу нейтральных стран. Версию подхватила и всячески стала раздувать печать гитлеровской Германии, были подключены издававшиеся немцами газеты в оккупированных странах.
В августе 1944 года Бур-Коморовский отдал приказы, которые предписывали не допускать в укреплённые АК районы левобережной Варшавы Красную Армию и польские вооружённые силы, сформированные на территории СССР вплоть до разрешения спорных вопросов, не допустить в Варшаву ПКНО. В случае попыток разоружения АК планировалось оказывать вооружённое сопротивление, рассчитывая на вмешательство западных держав. Военнослужащим Армии Крайовой было дано указание, запрещавшее вступать в ряды польских вооружённых сил, сформированных на территории СССР. В августе 1944 года генерал Окулицкий (начальник запасного штаба АК) сохранил на нелегальном положении в Варшавe конспиративные штабы тайной антисоветской организации NIE (заместитель коменданта «Не» генерал Фильдорф, Август Эмиль). Решение командования Армии Крайовой предполагало, что военно-политическая организация «Независимость», входившая в состав АК, должна была оставаться на нелегальном положении вплоть до разрешения всех спорных вопросов.
Руководство АК и Делегатуры проводило среди повстанцев и населения антикоммунистическую пропаганду, направленную на дискредитацию ППР, 1-й армии Войска Польского и сторонников сближения с СССР. В перехваченной радиограмме центра всем подпольным организациям указывалось не признавать ПКНО и саботировать все его мероприятия. Был объявлен бойкот. В соответствии с данной директивой, на освобождённых территориях был организован массовый саботаж мобилизационных мероприятий по призыву поляков в Войско Польское. Приказ военных комендатур об обязательной сдаче оружия, боеприпасов и радиостанций не был выполнен. Фактически ни один округ АК в тылу действующей Красной армии не был расформирован. В тылу советских войск были оставлены в подполье организации Армии Крайовой (несколько десятков тысяч «аковцев»), которые постепенно переключались с борьбы против Германии на борьбу против СССР и ПКНО, несколько десятков подпольных радиостанций, типографий, проводились диверсии, саботаж, организовывались и террористические акты, документально зафиксировано уничтожение отдельных военнослужащих, мелких групп солдат и офицеров Красной армии бойцами АК. Ещё до восстания было ясно, что военно-политические структуры польского эмиграционного правительства в тылу действующей Красной армии оцениваются СССР как враждебная сила, дестабилизирующая положение в тылах советских войск, со всеми вытекающими последствиями, но в руководстве подполья Армии Крайовой предполагали, что в Варшаве британо-американское дипломатическое вмешательство принудит советское руководство пойти на уступки. За сутки до восстания было принято решение о передислокации штаб-квартиры и командования АК на фабрику Камлера в районе Воля. Выбрали именно фабрику Камлера, так как комплекс её зданий (железобетонные конструкции) лучше подходил для опорного пункта сопротивления и мог какое-то время выдержать осаду. Здесь должен был разыграться последний акт восстания: легализация как полноправных хозяев на польской земле вице-премьера и делегата правительства, 2 министров, председателя Рады Едности Народовой и командующего АК вместе со штабом. После вступления советских войск район вокруг фабрики Камлера в ходе переговоров с СССР должен был представлять собой как бы экстерриториальный анклав. В случае угрозы ареста, гарнизон района вокруг фабрики должен оказать организованное вооружённое сопротивление с расчётом на вмешательство западных держав — возможный распад антигитлеровской коалиции «большой тройки» на фоне проблемы Варшавы. Поэтому в гарнизон включились отборные — относительно хорошо вооружённые и обученные по сравнению с другими повстанческими частями отряды АК специального подразделения «Кедыва», штаб располагал также мощной радиостанцией, с тем чтобы вовремя дать сигнал ЅОЅ в Лондон. Таким образом, принимая в расчёт планы руководства Армии Крайовой, получалось, что Красная армия, освободив Варшаву, должна была либо согласиться с существованием в польской столице заведомо враждебного ПКНО и государственной границы между СССР и Польшей примерно по линии Керзона правительства, либо ликвидировать его силой оружия, взяв на себя всю политическую ответственность за эту акцию. Руководство антисоветского и антикоммунистического подполья должно было взять на себя остающееся в подполье ядро антисоветской военно-политической организации «Не» во главе с генералом Окулицким и Фельдорфом. Создавая подпольную организацию «Не» Главнокомандующий и Бур-Коморовский «забыли» сообщить об этом премьер-министру.

## Причины остановки наступления Красной армии
Вплоть до сегодняшнего дня существуют две точки зрения о причинах, из-за которых советские наступательные действия под Варшавой были остановлены. Первая попытка возложить ответственность за поражение восстания на Красную Армию была предпринята в августе 1944 года. Доступные сегодня материалы не подтверждают версию о преднамеренной остановке советского наступления из-за Варшавского восстания. Руководство восстанием, стремясь реабилитировать себя за крайне плохо подготовленное выступление, стало пропагандировать именно политическую версию о сознательной остановке советских войск под Варшавой, которая как бы оправдывала их собственное катастрофическое поражение. Эмигрантское правительство считало, что якобы главной причиной было желание И. В. Сталина, рассчитывавшего, что немецкие силы разгромят Армию Крайову, поражение которой в Варшаве по версии правительства в изгнании решило бы вопрос о власти в пользу просоветского ПКНО (проигрыш в битве за Варшаву по послевоенной версии правительства в изгнании вело к поражению Польши во всей войне). Однако никаких документальных подтверждений данной версии не найдено. Восстание не стало «поворотным моментом», оно лишь подтвердило то, что уже давно определяло ход действий: польское эмигрантское правительство реально ничего не могло противопоставить СССР, и сопротивление сторонников лондонского правительства СССР не смогло ничего сделать. Восстание стало апогеем плана «Буря», но судьбу страны оно не могло решить при любом его исходе. Претензии на суверенитет и высокий геополитический статус требовали несколько более весомых — и куда более реальных — подкреплений, нежели акции АК.
12 августа 1944 года командир 1-го Белорусского фронта Константин Рокоссовский подготовил приказ 00826/ОП — поставил задачу выйти на Вислу и овладеть Прагой. Согласно рассекреченным архивным документам, 47-я армия 1-го Белорусского фронта на протяжении августа 1944 года вела наступательные бои и к концу месяца вышла к Висле. В районе Праги она наткнулась на укреплённые позиции противника и после нескольких неудачных попыток прорвать позиции противника остановилась. 9 сентября 1944 года командующий 8-м гвардейским танковым корпусом генерал-лейтенант А. Ф. Попов подготовил приказ 018/ОП — захватить мост через Вислу в районе Праги и переправиться на западный берег Вислы в районе Варшавы.
Как полагает историк-ревизионист Борис Соколов, окончательная судьба восстания была решена И. В. Сталиным 9 августа, когда Станислав Миколайчик отверг его предложение создать правительство совместно с ПКНО. Сторонники позиции о преднамеренной остановке советского наступления из-за Варшавского восстания не опираются на документальные доказательства. Борис Соколов, не называя конкретно, ссылается даже на фальшивые документы, распространявшиеся гитлеровцами во время восстания.
Согласно второй точке зрения, являвшейся не только официальной в СССР, но разделявшейся и западными историками, наступление советских войск замедлилось по чисто военным причинам. Растянутые вследствие быстрого продвижения коммуникации не позволяли наладить снабжение армий 1-го Белорусского фронта и подвести необходимые подкрепления. В свою очередь сокращение коммуникаций вермахта позволило немцам перебросить с запада и северо-востока боеспособные танковые и стрелковые соединения, которые нанесли советским войскам серьёзное поражение в районе Радзымин—Воломин—Окунев, окружив 3-й танковый корпус Веденеева. Красная армия подвергалась постоянным контрударам и с большими потерями смогла выйти к Варшаве лишь к середине сентября. К этому времени очаги восстания были локализованы, а мосты через Вислу — взорваны.
Командующий 1-м Белорусским фронтом К. К. Рокоссовский указывал на полную неожиданность восстания и несогласованность действий его руководства с командованием Красной армии. (В связи с этим К. К. Рокоссовский писал в своих воспоминаниях, что повстанцы «могли бы постараться захватить мосты через Вислу и овладеть Прагой, нанеся удар противнику с тыла. Тем самым они помогли бы войскам 2-й танковой армии и, кто знает, как бы разыгрались тогда события. Но это не входило в расчёты… лондонского польского правительства» (цит по: Польша в XX веке: Очерки политической истории. С. 403). Он отмечал, что захват и удержание Варшавы были возможны лишь в случае начала восстания при непосредственном приближении войск Красной армии к городу.
Генерал Курт фон Типпельскирх писал, что, если бы сразу же после начала восстания Советы «продолжали атаковать предмостное укрепление, положение немецких войск в городе стало бы безнадежным»; лишь прекращение советских атак позволило немцам сосредоточить силы, необходимые для подавления восстания. Однако архивные данные свидетельствуют: Немцы укрепили свои позиции, сумели организовать оборону, бросить в бой сотни танков и штурмовых орудий и противостоять наступлению
, до начала восстания мосты через Вислу были заминированы и готовы к подрыву , при этом с фронта для подавления восстания не было отозвано ни одной части. В общем, как полагал Курт Типпельскирх «свои основные усилия русские сосредоточили на других участках фронта».

## Помощь восставшим

### Снабжение со стороны западных союзников
Просьбы о британской помощи восстанию начали поступать еще до его начала, представители эмигрантского правительства Польши обратились к военному и политическому руководству западных союзников с просьбами оказать помощь восстанию. 2 августа о восстании в Варшаве стало известно в Лондоне. Оказалось, что ничего не было подготовлено, и Варшавское восстание застало Королевские ВВС Великобритании врасплох. Премьер-министр Великобритании Уинстон Черчилль организовал снабжение восставших по воздуху. Первый вылет был произведён в ночь с 4 на 5 августа 1944 года. 4 августа с аэродрома Фоджия в Италии в направлении Варшавы вылетели 14 британских бомбардировщиков, из которых 7 самолётов были с польскими экипажами. В ходе операции было потеряно 5 самолётов, но три самолёта с польскими экипажами вопреки приказу британского командования сбросили оружие восставшим. Маршал авиации  Слессор возражал против этого решения, заявив, что такая акция даст минимальные результаты, но будет оплачена тяжелыми потерями. В конечном итоге он согласился только на полеты польских экипажей. Второй вылет в составе 3-х самолётов с польскими экипажами был произведён в ночь с 7 на 8 августа 1944 года, восставшим было сброшено оружие из 3-х самолётов. 9 августа Делегат правительства в Варшаве и глава подпольного парламента (РЕН) в письме президенту В.Рачкевичу продолжали категорически требовать «немедленных, значительных и быстрых» сбросов вооружения, бомбардировок и десанта в город польской парашютной бригады. Запросы эмигрантского правительства в Вашингтоне не дали результатов. Американский генеральный штаб 9 августа ответил, что помощь Варшаве могут оказать только англичане и, кроме того, Варшава находится в зоне операций советских войск. Руководители восстания пытались шантажировать британских союзников, Миколайчик пытался повлиять на Черчилля угрозой своей отставки. Обеспечение участия СССР в вооружении сил противников ПКНО и СССР, подчинённых генералу Соснковскому, рассчитывавшему на разгром Советского Союза в «неизбежной» Третьей мировой войне, оказалось сложной задачей.
Сталин запретил посадку на советских аэродромах британских доставлявших оружие и боеприпасы повстанцам и американских транспортных самолётов, что затруднило помощь повстанцам воздушным путём, так как ближайшие авиабазы союзников находились на юге Италии и в Великобритании.
На вопрос А. Гарримана, что заставило Сталина уже 14 августа отказаться от данного им обещания помочь повстанцам с воздуха, В. Молотов ответил: отношение к восстанию изменилось, «как только был вскрыт характер варшавского дела… Полученная советским правительством информация доказывает, что затея в Варшаве была начата авантюристами из Лондона и что, кроме того, эти авантюристы пытаются использовать свою затею во враждебных Советскому Союзу целях, распространяя клевету в отношении Советского Союза… Если бы выступление было согласовано с советским командованием, то оно принесло бы громадную помощь, но люди, начавшие его, не захотели этого сделать».
14 августа 1944 года Форин-офис сообщил о невозможности оказать помощь Варшавскому восстанию, поскольку решение о его начале было принято без предварительных консультаций с Лондоном и без согласования с правительством СССР.
16 августа Сталин написал Черчиллю:

После беседы с г. Миколайчиком я распорядился, чтобы Командование Красной армии интенсивно сбрасывало вооружение в район Варшавы. Был также сброшен парашютист-связной, который, как докладывает командование, не добился цели, так как был убит немцами.
В дальнейшем, ознакомившись ближе с варшавским делом, я убедился, что варшавская акция представляет безрассудную ужасную авантюру, стоящую населению больших жертв. Этого не было бы, если бы советское командование было информировано до начала варшавской акции и если бы поляки поддерживали с последним контакт.
При создавшемся положении советское командование пришло к выводу, что оно должно отмежеваться от варшавской авантюры, так как оно не может нести ни прямой, ни косвенной ответственности за варшавскую акцию.

16 августа послам Великобритании и США в Москве было заявлено:
Советское правительство, конечно же, не может возражать против того, чтобы английские и американские самолёты сбрасывали оружие в районе Варшавы, поскольку это дело американцев и британцев. Но оно решительно возражает против того, чтобы британские или американские самолёты после сброса оружия в районе Варшавы приземлялись на советской территории, поскольку советское правительство не хочет связывать себя прямо или косвенно с авантюрой в Варшаве
18 августа Черчилль телеграфировал Энтони Идену (британскому министру иностранных дел): «Я читал чрезвычайно равнодушную телеграмму американского комитета начальников штабов генералу Эйзенхауэру от 15 августа. Мне трудно допустить, что к русским обратились с просьбой предоставить возможности для посадки наших самолётов, прежде чем генерал Дулиттл рассмотрел вопрос об осуществимости этой операции. Очень важно, чтобы вы выяснили, осуществима она или нет». Таким образом, к СССР обратились за содействием в операции, понятия не имея, осуществима ли она в принципе.
Черчилль и Рузвельт продолжали настойчиво убеждать Сталина оказать помощь восстанию самому и позволить сделать это союзникам. 20 августа они написали Сталину:

Мы думаем о том, какова будет реакция мирового общественного мнения, если антинацисты в Варшаве будут на самом деле покинуты. Мы полагаем, что все мы трое должны сделать все от нас зависящее, чтобы спасти возможно больше находящихся там патриотов. Мы надеемся, что Вы сбросите наиболее необходимое снабжение и оружие полякам — патриотам Варшавы. В ином случае, не согласитесь ли Вы помочь нашим самолетам сделать это весьма быстро? Мы надеемся, что Вы это одобрите. Фактор времени имеет крайне важное значение.

Таким образом, западные лидеры пытались убедить советского главнокомандующего помочь вооружить формирования, планировавшие забаррикадировать занятые AK районы Варшавы от советских войск и ПКНО. Но Сталин ответил им так:

Ваше и г-на Черчилля послание относительно Варшавы я получил. Хочу высказать свои соображения. Рано или поздно, но правда о кучке преступников, затеявших ради захвата власти варшавскую авантюру, станет всем известна. Эти люди использовали доверчивость варшавян, бросив почти безоружных людей под немецкие пушки, танки и авиацию. Создалось положение, когда каждый новый день используется не поляками для освобождения Варшавы, а гитлеровцами, бесчеловечно истребляющими жителей Варшавы.
С военной точки зрения создавшееся положение, привлекающее усиленное внимание немцев к Варшаве, также весьма невыгодно как для Красной армии, так и для поляков. Между тем советские войска, встретившиеся в последнее время с новыми значительными попытками немцев перейти в контратаки, делают всё возможное, чтобы сломить эти контратаки гитлеровцев и перейти на новое широкое наступление под Варшавой. Не может быть сомнения, что Красная армия не пожалеет усилий, чтобы разбить немцев под Варшавой и освободить Варшаву для поляков. Это будет лучшая и действительная помощь полякам-антинацистам.

В августе попытки добиться от СССР участия в вооружении подчиненных генералу Соснковскому групп провалились. Как только стало ясно, что, кроме неприятностей и трудностей между СССР и союзниками политически направлено против СССР восстание ничего дать не может, администрация США мягко дистанцировалась, предоставив Великобритании право самой разбираться со своими проблемами. 24 августа Президент США Франклин Рузвельт сообщил Черчиллю, что не видит возможности оказывать помощь Варшаве. 5 сентября Рузвельт, отвечая на настойчивость Черчилля, который предложил авиации ВВС США попробовать зайти на посадку на аэродром под Полтавой без согласования с советским командованием, официально сообщил Черчиллю, что, по данным США, повстанцев в Варшаве ужe нет.
Великобритания не смогла склонить США к мощному противостоянию с СССР и серьёзной эскалации конфликта, в Вашингтоне отчетливо понимали смысл предложения Черчилльа. Понимая, что восстание не удалось, лондонское правительство пыталось свалить ответственность за его начало уже не только на Москву, но и на Лондон. Так, политики польского эмигрантского правительства пожаловались американцам, что британцы, якобы пообещав оказывать восстанию помощь (что не соответствовало действительности), теперь отказываются это делать. При обсуждении польской проблемы на второй Квебекской конференции, Черчилль в беседе с Рузвельтом старался отмежеваться от политики польского эмигрантского правительства, показать свою непричастность к восстанию.
В письме от 3 сентября 1944 г. посол Великобритании в СССР А. Кларк Керр давал разъяснения в связи с беседой с наркомом иностранных дел СССР В. М. Молотовым, состоявшейся 17 августа, по вопросу приземления на советских аэродромах английских самолётов, сбрасывавших вооружение в районе Варшавы. Во время беседы, как явствует из письма, В. М. Молотов сказал, что никогда не было ни одного случая, когда бы советские власти отказывались на Западе или на Востоке оказать помощь повреждённому британскому или американскому самолёту. В письме Кларк Керр указал, что в течение последних десяти дней такая помощь действительно была оказана экипажам британских самолётов, потерпевшим бедствие, и выражал благодарность за эту помощь. Одновременно посол Великобритании просил, «чтобы при аналогичных несчастных случаях, которые могут впредь иметь место с британскими самолётами, оперирующими над Варшавой, им разрешалось бы приземляться к востоку от того места на советских аэродромах, снабжённых средствами для ночных полётов».

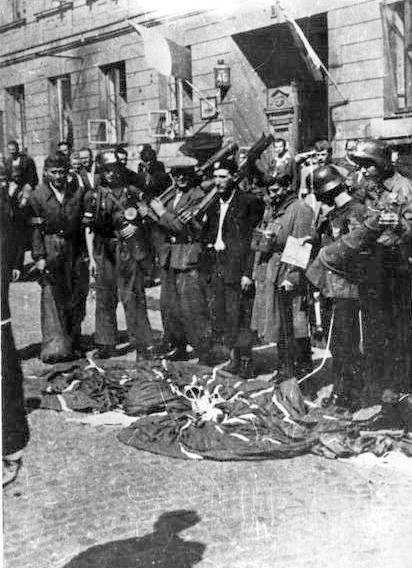
Польские повстанцы с только что полученными ими британскими гранотомётами PIAT

В общей сложности ВВС Великобритании, южноафриканские ВВС и польские авиаторы под общим британским командованием совершили 305 самолёто-вылетов с авиабаз в Италии. До 14 августа 1944 года в ходе операции было сброшено оружие для 2 тыс. человек, было потеряно 14 самолётов и 13 экипажей. Советские и американские ВВС участия в операции не принимали. 9 сентября 1944 года СССР согласился предоставить ВВС Армии США воздушный коридор, и 18 сентября 1944 года в рамках операции «Фрэнтик» была проведена акция по сбросу военных грузов, в которой участвовали 105 американских бомбардировщиков и 62 истребителя «мустанг». В этот день было сброшено приблизительно 1250 контейнеров (подобрано АК около 100) и потерян 1 самолёт в районе Варшавы. Основная часть сброшенных грузов оказалась у немцев. Командование Aрмии Kрайовой направило в Лондон сфабрикованные данные — «подобрано» АК 228 контейнера. Планы Миколайчика относительно масштабной поддержки, по мере ухудшения положения повстанцев, становились всё более односторонними. В дальнейшем вылеты на Варшаву с целью снабжения восставших западными союзниками не осуществлялись.
По просьбе командования АК сброс грузов проводился не только над городом, но и в Кампиносской пуще к северу от Варшавы, откуда отряды Армии Крайовой должны были доставить оружие в город. Всего в ходе операции западными союзниками было сброшено 239 тонн грузов, в том числе 5330 автоматов, пистолетов и карабинов, 45 тонн продовольствия и 25 тонн лекарств, однако большая часть грузов попала к немцам или была утрачена в связи с тем, что транспортные контейнеры сбрасывались с больших высот (3-4 тыс. м). По приблизительным оценкам повстанцы получили 47 тонн грузов.
Из 637 польских лётчиков, принимавших участие в операции, было сбито 112 человек (16 экипажей), 78 человек погибли.
По оценкам Э. Дурачиньского, в августе-сентябре на Варшаву и близлежащие леса было сброшено 1344 единиц стрелкового оружия (из них подобрано АК 540), 380 ручных пулемётов (обнаружено 150), 48 882 шт. патронов для стрелкового оружия (подобрано 19 312), 3 323 998 — для пистолетов-пулемётов (подобрано 1 313 239), 1 907 342 для ручных пулемётов (подобрано 753 549), 13 739 ручных гранат (найдено 5427), 3115 противотанковых гранат (найдено 1230), 8460 кг взрывчатки (найдено 3342 кг).
По данным Р. Назаревича, западными союзниками в район Варшавы было сброшено не только лёгкое стрелковое оружие, но и тяжёлое пехотное вооружение: 13 миномётов и 230 противотанковых ружей (однако значительная часть этого оружия не попала в распоряжение повстанцев).
28 июля 1944 года Великобритания официально отказалась от конкретной помощи восстанию.

### Снабжение со стороны СССР
Сбросы вооружения и военных грузов в район Варшавы продолжались с 13 по 30 сентября 1944 года. С 13 сентября по 1 октября 1944 года советская авиация произвела более 5 тыс. самолёто-вылетов, в том числе 700 самолёто-вылетов было произведено силами 1-й авиационной дивизии Войска Польского. Авиацией Белорусского фронта было совершено 4821 самолёто-вылет в район Варшавы, из них 2535 вылетов со сбросом грузов, 1361 — с нанесением штурмовых и бомбовых ударов по противнику, 925 — на прикрытие с воздуха восставших районов и 100 — на подавление средств ПВО противника. Восставшим было сброшено одно 45-мм противотанковое орудие с боекомплектом в 30 шт. артиллерийских снарядов, 156 шт. 50-мм миномётов (с боекомплектом в 37 216 шт. 50-мм артиллеристских мин), 505 противотанковых ружей, 1478 автоматов; 520 винтовок; 669 карабинов, 41 780 гранат, более 3 млн патронов, средства связи, 131 221 кг продовольствия и 515 кг медикаментов.. По учету полученных грузов, сделанному 30 сентября 1944 г. командованием АК, советские самолеты доставили 150 тонн оружия и боеприпасов, английские 86 тонн, американские 16 тонн.

### Авиаподдержка восставших авиацией Войска Польского
Помимо советской авиации в период Варшавского восстания боевые вылеты совершали польские лётчики 1-й авиационной дивизии Войска Польского:
- в общей сложности в ходе боевых вылетов в районе Варшавы были уничтожены 10 батарей полевой артиллерии, 9 батарей противотанковой артиллерии, 3 зенитные батареи, 7 тяжёлых орудий и несколько автомашин[154].
- 2-й лёгкий бомбардировочный авиаполк совершал ночные вылеты в район Варшавы со сбросом грузов для восставших[154].

### Поддержка восставших огнём артиллерии
После окончания боёв в Праге, выхода советских войск и 1-й армии Войска Польского на берег Вислы началось оборудование артиллерийских позиций для ведения огня по немецким войскам в Варшаве. 15 сентября было развёрнуто 88 зенитных орудий и 172 орудия полевой артиллерии, в том числе 24 шт. 203-мм гаубиц, которые начали обстрел немецких позиций. 16 сентября количество орудий и миномётов было увеличено до 389 стволов, 17 сентября — до 553 стволов; к 19 сентября — до 622 стволов, однако к этому времени ранее имевшиеся запасы снарядов были израсходованы и плотность огня не превышала 20-25 выстрелов на орудие в сутки. Для связи и корректировки огня были сброшены на парашютах офицеры.

### Отправка делегатов для установления радиосвязи с руководителями восстания
В ночь с 21 на 22 сентября 1944 года для установления связи с повстанцами в Варшаву была сброшена на парашютах группа разведотдела штаба 1-го Белорусского фронта (два человека с радиостанцией): лейтенант И. А. Колос («Олег») и радист Дмитрий Стенько. При приземлении радист погиб, а Колос был ранен, но сумел установить связь с группой Армии Людовой, которая помогла ему установить связь с руководителями восстания.

## Занятие Красной Армией Праги

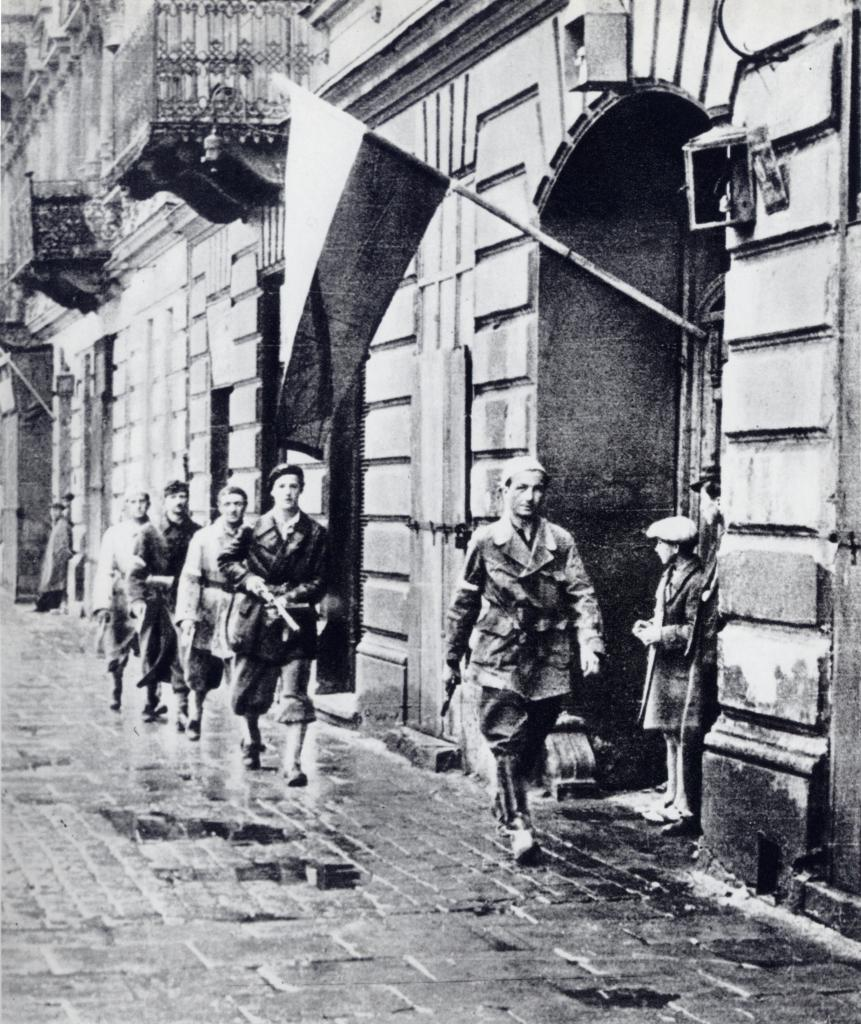
Патруль повстанцев

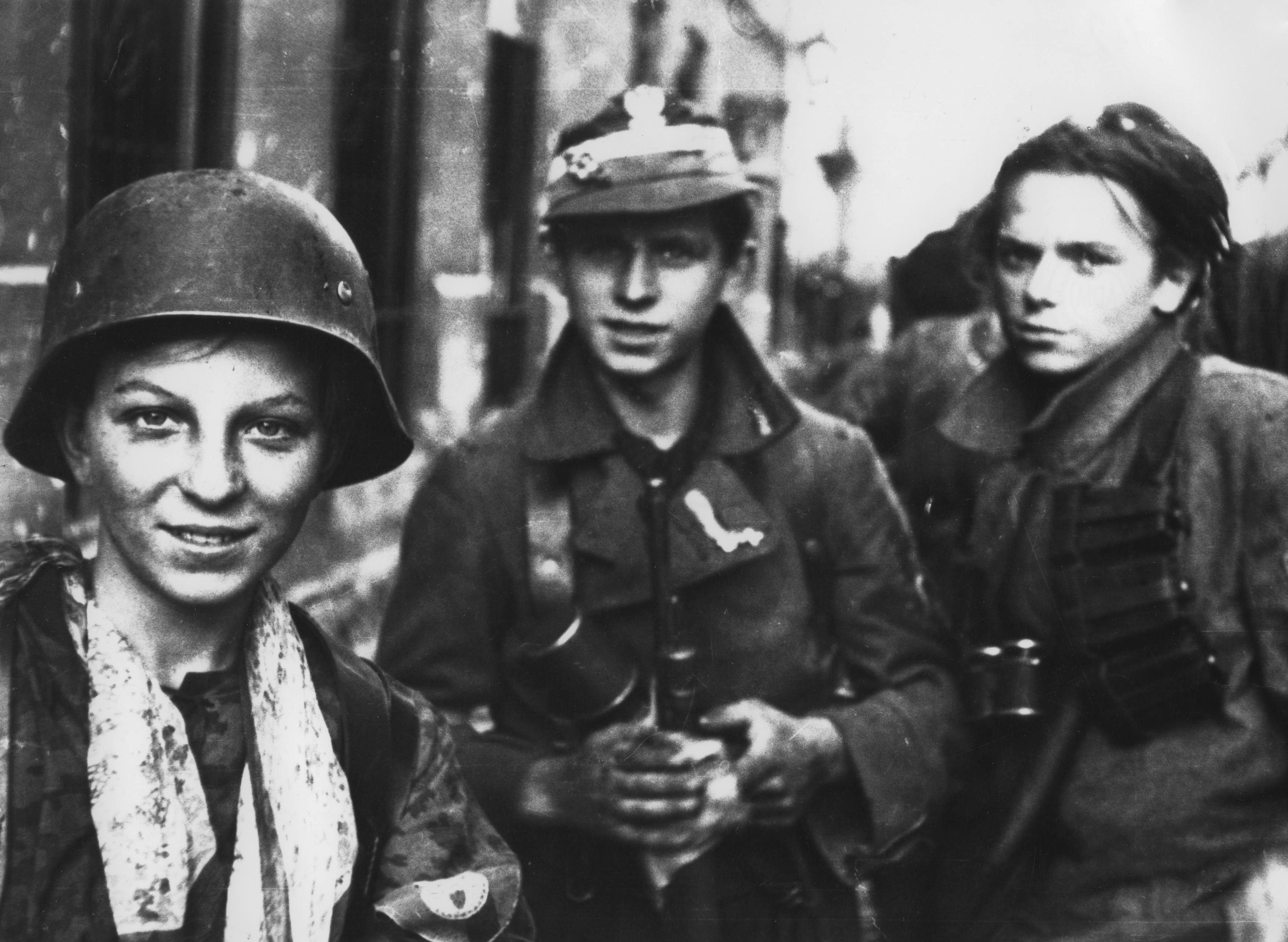
Повстанцы-харцеры

10 сентября, когда восстание в значительной степени уже было подавлено, после мощной артподготовки советские войска и части 1-й армии Войска Польского вновь перешли в наступление в районе Праги и 14 сентября в ожесточённых боях овладели Прагой. 15 сентября военный комендант Варшавы генерал Болеслав Кеневич издал приказ № 1 о разоружении и роспуске военных организаций, приказал местному населению сдать в комендатуру все имеющееся оружие, боеприпасы, военные материалы и радиоаппаратуру.	

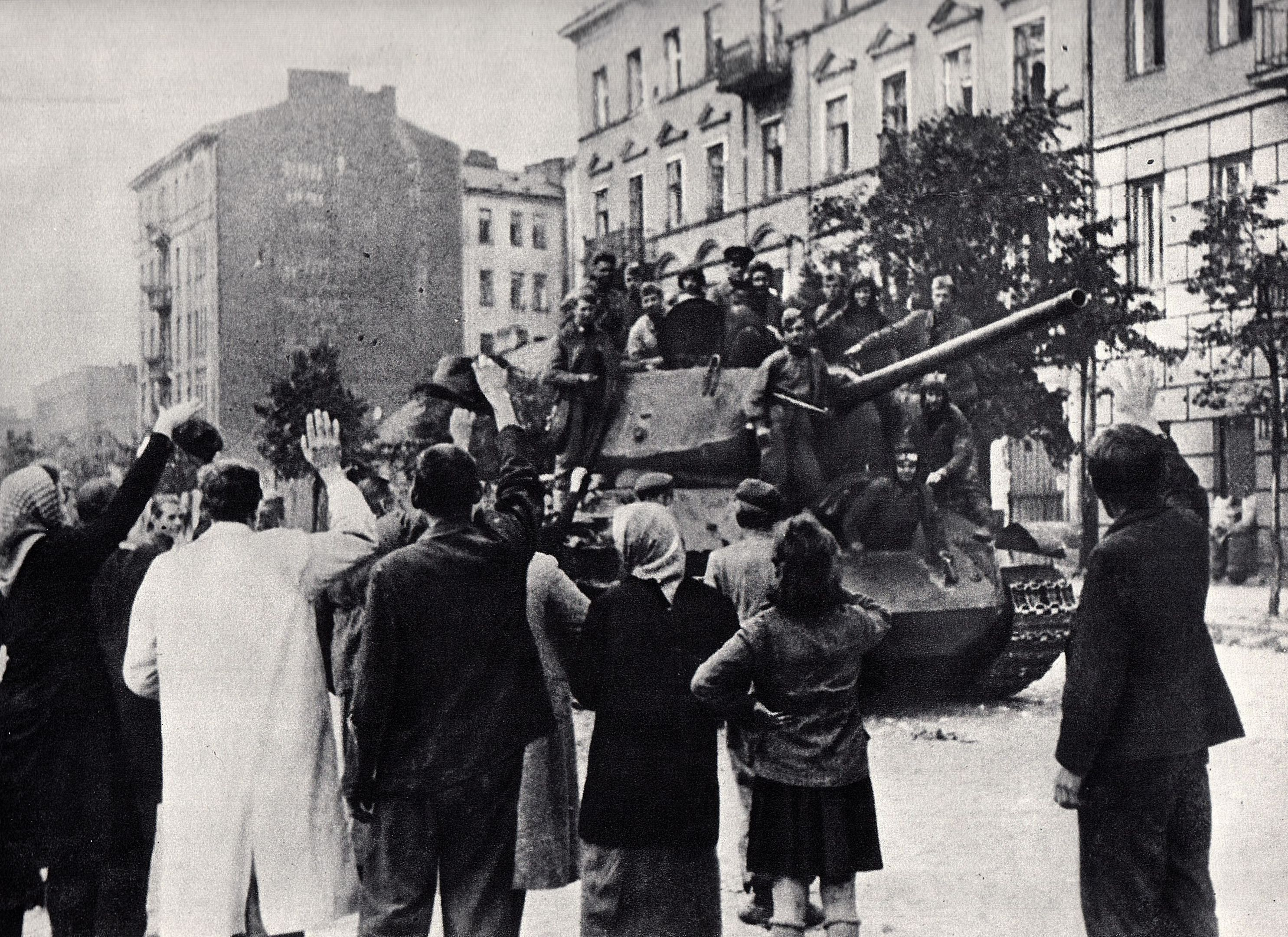
Бойцы Красной армии вступили в Пражский район Варшавы

12 сентября Бур-Коморовский отдал приказ командующему округа АК, которым предписывал немедленно концентрироваться после акции «Буря» в удобных для обороны позициях. В приказе указывалось не разбирать баррикады до разрешения спорных вопросов и не впускать Красную Армию и польские вооружённые силы, сформированных на территории СССР, в укреплённые районы левобережной Варшавы до разрешения спорных вопросов. В случае попыток разоружения АК планировалось оказывать вооружённое сопротивление.
12 сентября 1944 года в Варшаве было создано общее командование сил Армии Людовой, Польской Армии Людовой и Корпуса безопасности. 14 сентября 1944 года между ними было заключено соглашение о создании Объединённых вооружённых сил, командующим которых стал Юлиан Скоковский.

### Десантная операция 1-й армии Войска Польского (15-23 сентября 1944)
Непосредственно после завершения боёв в районе Праги части 1-й армии Войска Польского предприняли попытку переправиться на западный берег Вислы, чтобы оказать помощь восставшим. Советское военное командование выделило для поддержки польских частей:
- пять артиллерийских бригад, один миномётный полк[158] и шесть артиллерийских дивизионов Резерва Верховного Главнокомандования[159];
- два батальона химической защиты и два огнемётных батальона для постановки дымовой завесы[159];
- дивизион аэростатов воздушного наблюдения для корректировки огня артиллерии[160];
- 274-й батальон автомобилей-амфибий в количестве 48 машин.

Зенитное прикрытие района переправы обеспечивали части зенитной артиллерии 1-й армии Войска Польского, 24-я зенитно-артиллерийская дивизия Резерва Верховного Главнокомандования и авиация 16-й воздушной армии. В оперативное подчинение 1-й армии Войска Польского из состава 8-й гвардейской армии передали 226-й гвардейский стрелковый полк, который должен был развивать наступление в случае успеха десантной операции.
Как пишет генерал Юрий Бордзиловский, который в 1944 году был командующим инженерных войск 1-й армии Войска Польского, перед началом операции в состав войск под его командованием входили следующие части и подразделения:
- 1-я сапёрная бригада Войска Польского (8-й, 9-й, 10-й, 11-й сапёрные батальоны с одним понтонным парком понтонов НЛП);
- 7-й отдельный инженерный батальон с одним понтонным парком понтонов НЛП;
- 6-й понтонный батальон с одним понтонным парком понтонов Н2П.

В общей сложности в распоряжении инженерных войск имелось 24 шт. понтонов Н2П, 51 шт. складных понтонов НЛП, 30 шт. десантных складных лодок ДСЛ, 41 шт. горных надувных лодок ЛГ-12 и 175 шт. сапёрных деревянных лодок СДЛ.
В ночь с 15 на 16 сентября 1944 года в районе Саска-Кемпы началась переправа первого батальона 9-го пехотного полка 3-й пехотной дивизии Войска Польского (420 военнослужащих, помимо стрелкового оружия имевших на вооружении два 45-мм орудия, 14 станковых пулемётов, 16 противотанковых ружей и 12 гранатомётов). За шесть часов на западный берег Вислы были переправлены свыше 400 бойцов, два 45-мм орудия, 15 ПТР и пулемётов. Переправа проходила под непрерывным огнём артиллерии противника, однако 19 понтонов НЛП совершили 22 рейса, потери сапёрных частей составили 37 человек (в том числе, 19 убитыми и утонувшими) и 13 понтонов НЛП.
В ночь с 16 на 17 сентября 1944 года за семь часов на западный берег были переправлены свыше 1300 бойцов из 7-го и 19-го пехотных полков Войска Польского, три артиллерийских орудия, 35 пулемётов. Под артиллерийским огнём 23 понтона НЛП и два 10-тонных парома совершили 71 рейс, потери сапёрных частей составили 36 человек и 17 понтонов НЛП. Тогда же переплыли Вислу и прибыли в штаб 2-й дивизии Войска Польского два связных капитан К. Венцковский (АЛ) и Е. Моцарская-Струга (АК).
В ночь с 17 на 18 сентября 1944 года в течение трёх часов продолжалась переправа на западный берег подразделений 3-й пехотной дивизии Войска Польского. На восточный берег было эвакуировано более 100 раненых. Всего под артиллерийским огнём противника было совершено 8 рейсов. В переправе участвовали польские сапёрные части (17 понтонов НЛП, 30 лодок ДСЛ и три 10-тонных парома), а также советский батальон автомобилей-амфибий (15 автомашин-амфибий). Потери польских сапёрных частей составили 34 человека (в том числе, 10 убитыми и утонувшими), 14 понтонов НЛП и 30 лодок ДСЛ.
В ночь с 18 на 19 сентября 1944 года в переправе участвовали три понтона НЛП, шесть лодок ДСЛ и 15 лодок СДЛ, которые совершили 12 рейсов под артиллерийским огнём противника. На западный берег Вислы были доставлены 20 тонн боеприпасов и три 45-мм противотанковых орудия. Потери сапёрных частей составили 10 человек (в том числе, 7 убитыми и утонувшими), один понтон НЛП и четыре лодки ДСЛ.
Вечером 19 сентября 1944 года была предпринята попытка переправы на новом участке в районе между железнодорожным мостом и мостом Понятовского. Под огнём противника на западный берег были переправлены два пехотных батальона, одна миномётная рота, одна рота автоматчиков, полурота ПТР и 15 45-мм противотанковых орудий. Потери сапёрных частей составили 29 человек, 12 понтонов НЛП, 24 лодки ЛГ-12 и 16 лодок СДЛ. Десантная операция была прекращена, поскольку были утрачены все 48 автомобилей-амфибий и практически все имевшиеся в распоряжении понтоны. Снабжение частей, находившихся на левом берегу Вислы, и эвакуация раненых продолжались с использованием лодок до 23 сентября (было доставлено 460 ящиков боеприпасов и 10 тонн продовольствия).
Ночью 23 сентября 1944 года была произведена эвакуация ранее переправленных частей Войска Польского, а также группы присоединившихся к ним повстанцев. Операция окончилась неуспехом. В ходе операции общие потери Войска Польского составили 3764 солдат и офицеров, в том числе 1987 человек убитыми и пропавшими без вести на западном берегу Вислы (1921 военнослужащих 3-й пехотной дивизии Войска Польского и 366 военнослужащих 2-й дивизии Войска Польского), потери ранеными составили 289 военнослужащих.
Для ликвидации плацдарма немецкое командование было вынуждено направить 7500 военнослужащих, 10 танков и 40 САУ при поддержке артиллерии и авиации в составе:
- ударной группы Шмидта из состава 46-го танкового корпуса;
- ударной группы Рора из соединения фон Баха;
- ударной группы из соединения Дирлевангера;
- резервов из состава боевой группы Рейнефарта.

## Поражение восстания. Капитуляция восставших
После занятия Старого города главный удар немцы направили в сторону Повислья. Отчаянное положение восставших заставило руководство восстания задуматься о капитуляции. В начале сентября немецкое командование снова предложило Армии Крайовой начать переговоры о сдаче на довольно выгодных для них условиях. 7 сентября польское эмиграционное правительство дало санкцию Тадеушу Бур-Коморовскому на прекращение борьбы и капитуляцию. В этот же день специальная делегация Польского Красного Креста во главе с заместителем председателя правления графиней Марией Тарновской направилась на переговоры в штаб фон дем Баха. Во время переговоров Крайова Рада министров приняла решение о капитуляции, одновременно прикинула, на кого следует переложить ответственность, указав: «в пропагандистской работе на территории Польши следует подчеркивать масштабы политической капитала, который принесло восстание польскому делу, а ответственность за его поражение следует возложить главным образом на Россию которая обладала всеми возможностями оказания помощи, а также на Комитет
освобождения. В пропаганде на зарубеж обвинять Россию, а также западных союзников». Антоний Хрусьцель (1 августа принял командование над повстанческими частями) выступил против капитуляции. На дальнейшую позицию командования в вопросе капитуляции повлияли успешные действия советских войск на восточном берегу Вислы, а также радиограмма от С. Миколайчика с сообщением о решении советского правительства дать согласие Великобритании на совместные действия по оказанию помощи Варшаве, на челночные полёты американских самолётов на аэродромы в СССР.

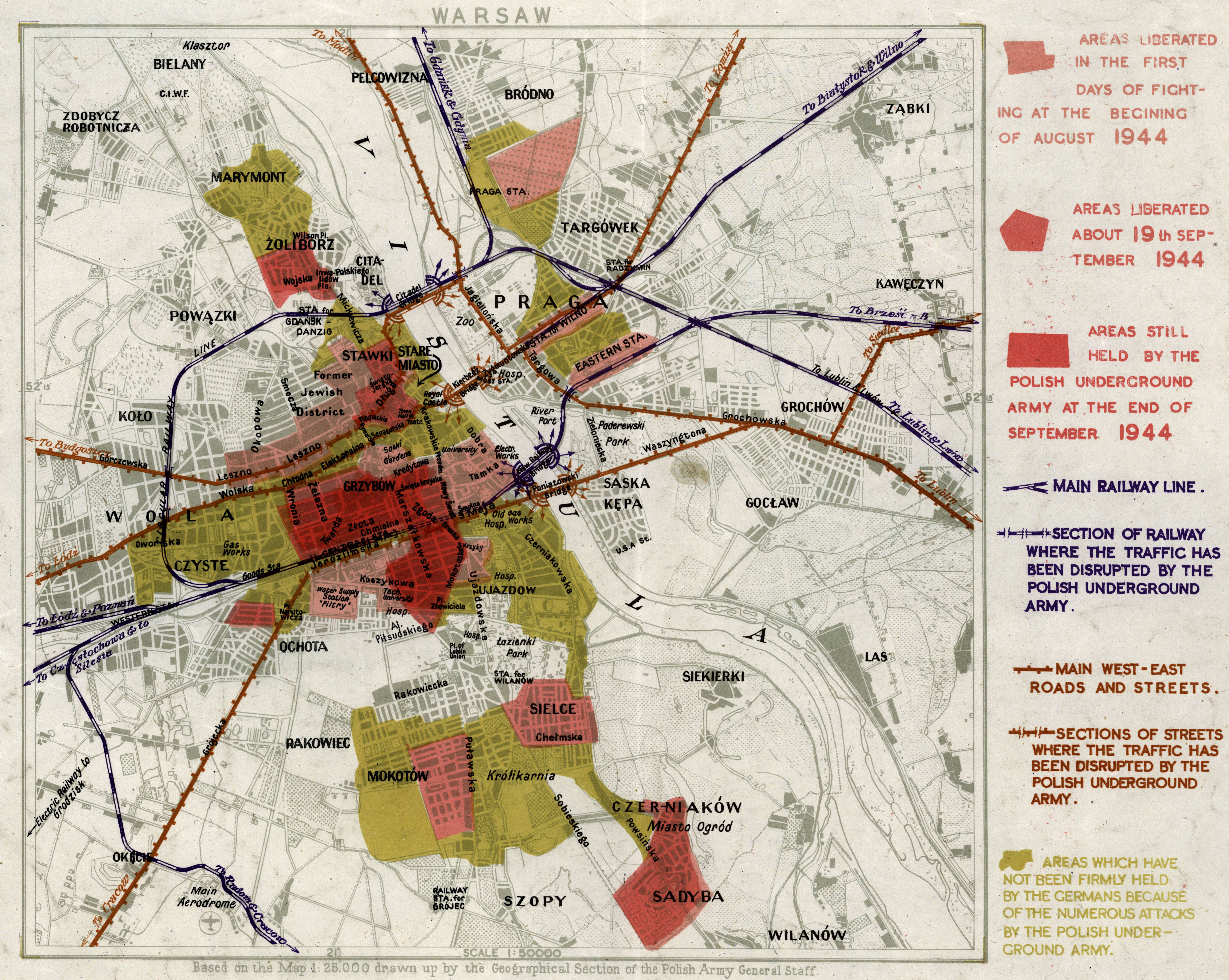
Карта Варшавского восстания по состоянию на сентябрь 1944 г.

По сообщению командующего войсками 1-го Белорусского фронта от 21 сентября общее количество вооруженных повстанцев, продолжающих борьбу с немцами в городе, не превышало 4000 человек, действующих изолированно в трех районах. Учитывая количество повстанцев, «их крайне слабое вооружение, изолированность по отдельным очагам, а также отсутствие единого военного руководства и политического единства, повстанцы никакой реальной силы в борьбе за Варшаву не представляют и рассчитывать на их сколько-нибудь существенную помощь нельзя».

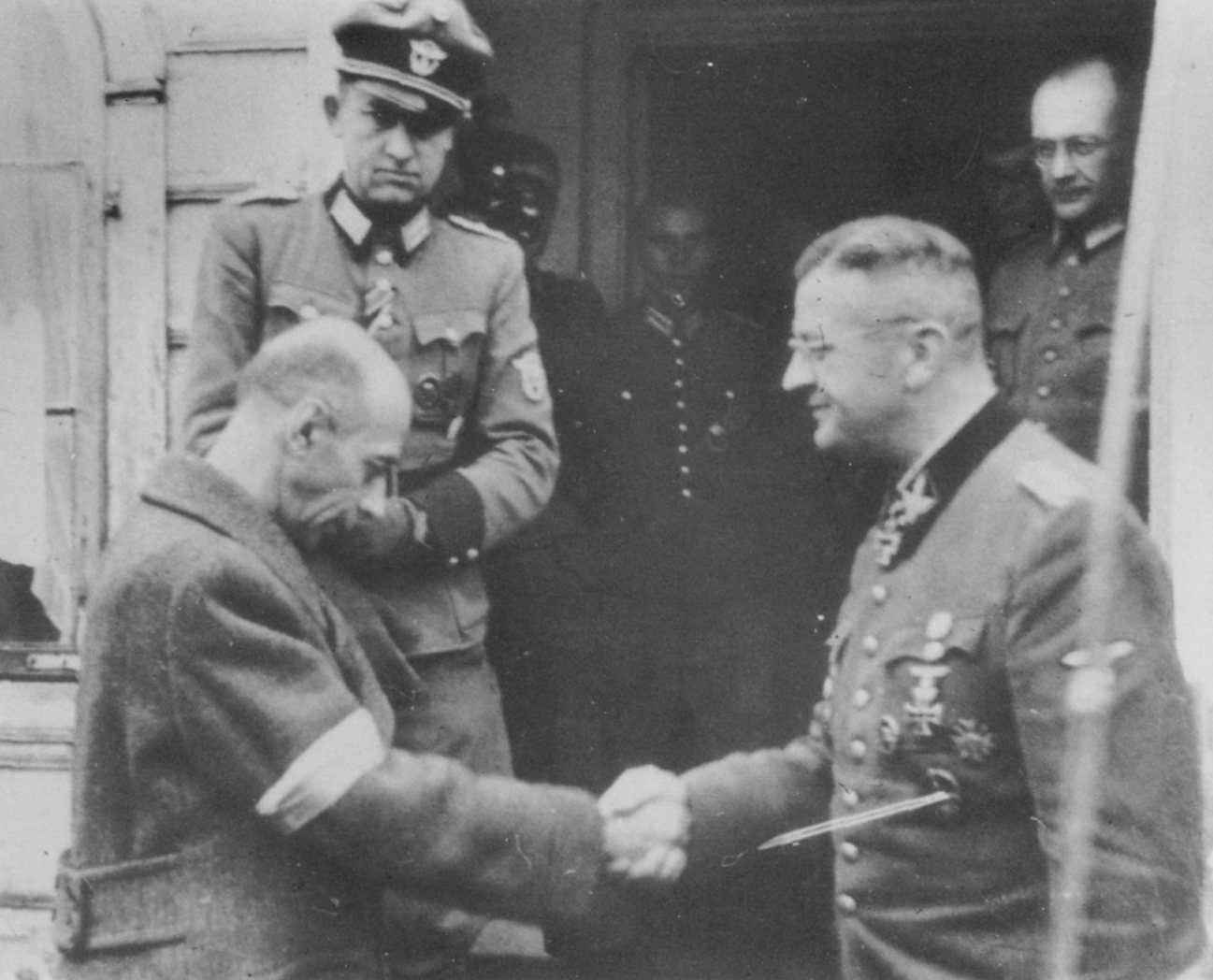
Бур-Коморовский и фон дем Бах.

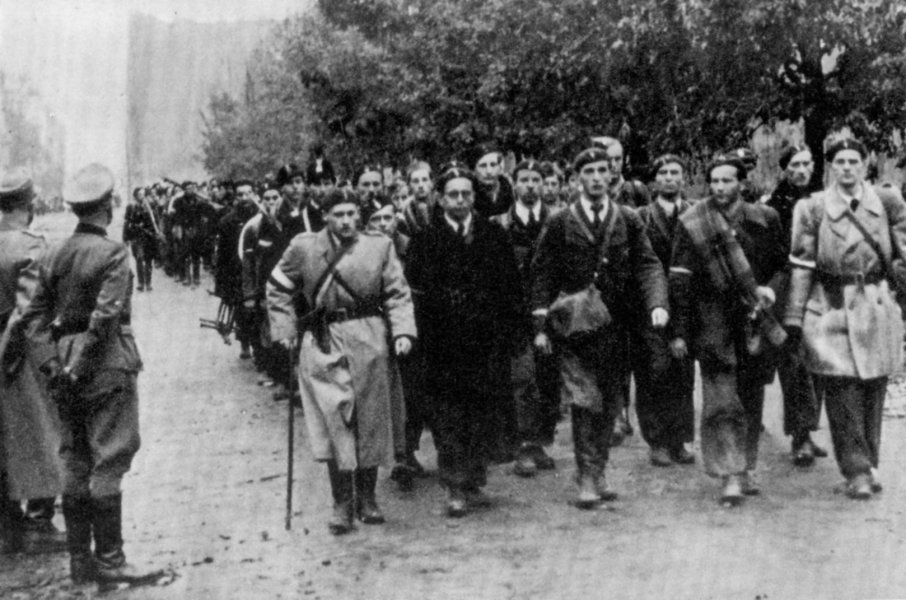
Капитуляция повстанцев в Варшаве

24 сентября 1944 года германские войска перешли в решающее наступление на районы, занятые повстанцами. С 24 сентября немцы начали решающее наступление на район Мокотув, который капитулировал 27 сентября, а 29 сентября — на Жолибож, который сдался 30 сентября. Часть бойцов районa Мокотув во главе с командиром подполковником В. Рокицким через подземные каналы ушла в район Центр.
29 сентября немецкие подразделения в районе Якторув вступили в последний бой с партизанскими отрядами из Кампиносской пущи, которые в тот момент перегруппировывались. 19-я танковая дивизия, усиленная пехотой из корпуса Баха-Залевского (всего около 5 тыс. человек), атаковала район Мокотув и район Жолибож. Подготовленной 2-й дивизией 1-й армии Войска Польского операцией по эвакуации предусматривалось переправить за Вислу группировку АК на Жолибоже, но её командир подполковник М. Недзельский отказался от этого, когда получил приказ Главной комендатуры АК сдаться в плен немцам. 28 сентября начались окончательные переговоры об окончании восстания. Под давлением Великобритании 30 сентября 1944 года накануне капитуляции был отстранён от должности главнокомандующий генерал Казимеж Соснковский — президент Республики Польша из Лондона Владислав Рачкевич назначил командующего АК генерала Тадеуша Бур-Коморовского Верховным главнокомандующим польских вооружённых сил. 1 октября по приказу генерала Тадеуш Бур-Коморовского повстанцы прекратили огонь. 2 октября 1944 года Тадеуш Бур-Коморовский подписал капитуляцию; сдавшимся участникам восстания из АК был гарантирован статус военнопленных. 2 октября в штабе корпуса Баха-Залевского в Ожарове был подписан акт капитуляции. 3 октября радио АК «Błyskawica» передавало:

 «Немцы собираются эвакуировать население героического города и защитить его от нападения большевиков… Помните, что немецкие войска некоторое время будут щитом, охраняющим наши семьи от нападения большевиков»

4 октября повстанцы колоннами начали покидать Варшаву. Результаты восстания оказались плачевны. В плен попало около 17 тысяч повстанцев, в том числе 922 офицера и 6 генералов. За 63 дня восстания погибли 10 тысяч повстанцев АК, 7 тысяч пропали без вести. Уцелевшие жители Варшавы были депортированы из города: большинство жителей было направлено в лагеря в Прушкуве и Урсусе, часть была направлена в концлагеря, часть — на принудительные работы в Германию. Массовая гибель варшавян, депортация жителей и разрушение Варшавы — единственные наглядные результаты восстания — усилили ненависть многих варшавян к организаторам восстания. После эвакуации в левобережной Варшаве осталось лишь 22 тысячи горожан.
В ходе капитуляции повстанцы и солдаты 1-й армии Войска Польского по неполным данным сдали немцам оружие в количестве 5 противотанковых орудий, 57 миномётов, 54 противотанковых ружья, 23 станковых и 151 ручной пулемёт, 878 автоматов, 1696 винтовок, около 1 тыс. пистолетов и револьверов, значительное количество боеприпасов, часть оружия была спрятана. Обнаруженные немецкие документы и доклад фон дем Баха от 5 октября 1944 года показывают, что потери группы фон дем Баха составили 9044 человек, в том числе 1570 убитых, из них 73 офицера и 44 казаков, потери солдат Люфтваффе (не включены в цифру потерь группы фон дем Баха) составили 181 убитых и 573 раненых.

## Общественная жизнь повстанцев
На освобождённой повстанцами территории Центра, Жолибожа и Мокотува власть перешла к польской администрации, были организованы оружейные мастерские, в которых изготавливали и ремонтировали оружие, стали издаваться газеты, действовало радио «Błyskawica» и городские службы, в частности полевая почта. Был назначен польский президент города Марцелий Поровский. Действовал кинотеатр «Kino Palladium» на улице Златой, где 13, 27 августа и 13 сентября были показаны документальные хроники восстания, которые снимали участники кинематографического подразделения Армии Крайовой. Находившиеся на повстанческой территории люди сотнями гибли под развалинами домов. Положение постоянно ухудшалось. Улицы были переполнены беженцами из захваченных противником районов, всё более явственной становилась угроза голода и эпидемии.

## Результаты и значение восстания
Варшавское восстание 1944 года не достигло военных и политических целей, но в то же время стало для поляков символом мужества и решительности в борьбе за независимость. Восстание и его разгром имели далеко идущие последствия. Курс на эскалацию не принес руководству АК и Делегатуры ожидаемых успехов. Для лондонского правительства и его подпольных структур в Польше Варшавское восстание стало не только военным поражением, но и огромной политической катастрофой. Оно не усилило позицию Миколайчика на переговорах со Сталиным, а ослабило её. После поражения Варшавского восстания и провала попыток принудить советскую сторону признать польскую принадлежность восточных окраин, а «лондонское» правительство — единственной законной властью Польши, военно-политическое подполье лондонского правительства Польши находилось в состоянии организационного кризиса, численность АК начала существенно сокращаться. Попытка эмигрантского правительства и руководства АК совместить борьбу варшавских повстанцев против гитлеровских оккупантов с противостоянием СССР и демонстрацией Москве силы к сопротивлению была нереальной, многих поляков возмутила бессмысленность данных действий. Итоги восстания шокировали  польское общество. Собственного внутреннего накопленного разрушительного потенциала хватило для фактической ликвидации левобережной Варшавы и спровоцировать массовую резню мирного населения. Все еще заинтересованные в том, чтобы Красная армия несла главную ношу борьбы с Германией в Европе и СССР не устранился от участия в войне с Японией, западные державы, как и ранее, избегали излишнего и ненужного им обострения отношений с СССР на польском направлении. И хотя во время восстания реакция британского правительства, требующего от Москвы оказать повстанцам действенную помощь, была порой достаточно резкой, в целом это были лишь инциденты, не нарушающие стратегического партнерства «большой тройки».

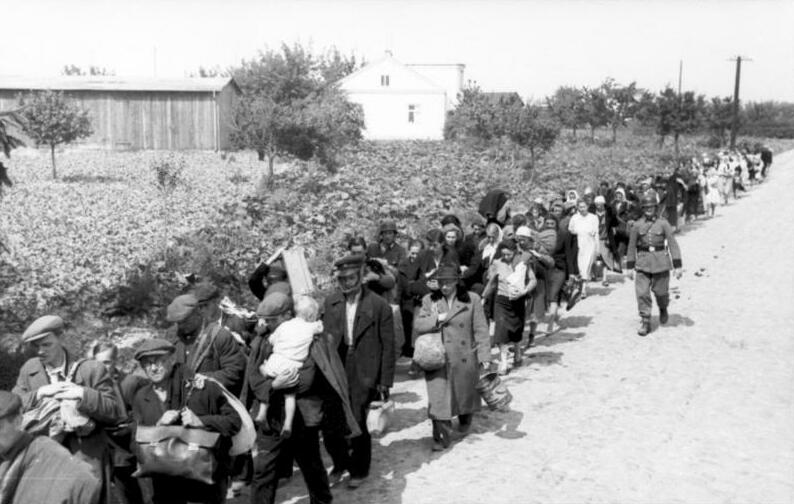
Депортация гражданского населения Варшавы после восстания

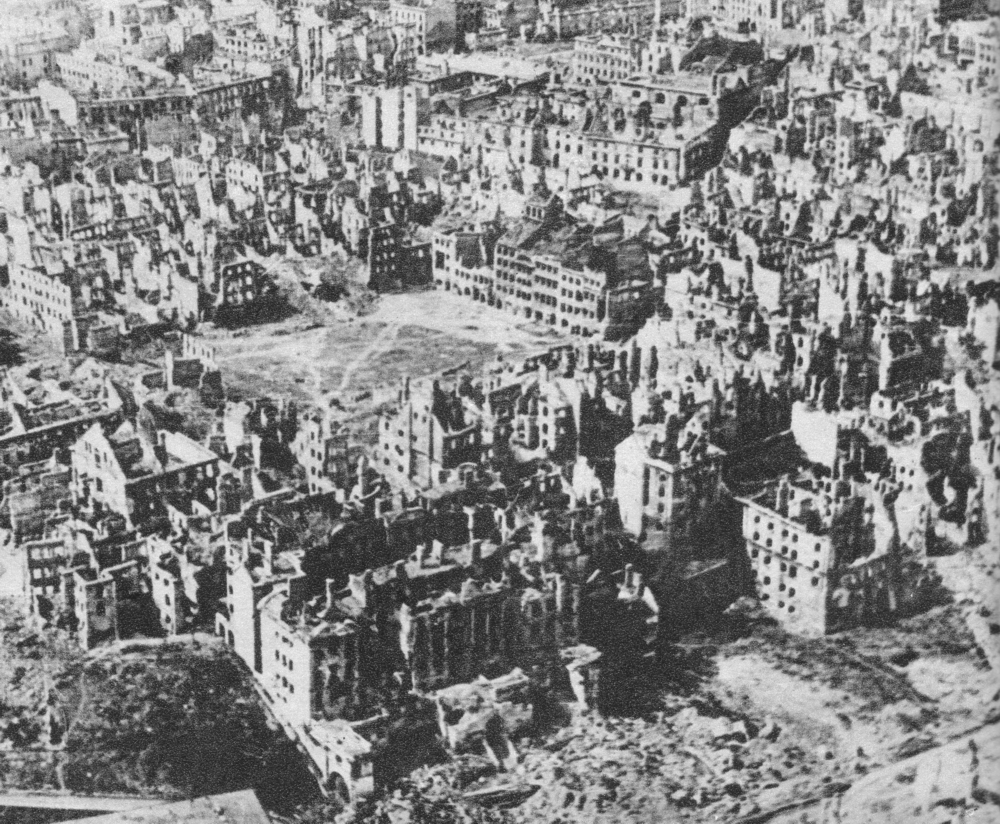
Варшава в январе 1945 года

Руководители Армии Крайовой решив пошантажировать Сталина, Рузвельта и Черчилля варшавским вопросом,, ошибочно выбрали субъекты для шантажа. Итог провальной стратегии был печальным: столица была практически полностью разрушена (85 % зданий в левобережной части города были разрушены: 25 % — во время самого восстания, 35 % — немцами после восстания, а остальное — ещё раньше, во время обороны Варшавы в 1939 году и восстания в Варшавском гетто в 1943 году), уцелевшие жители левобережной Варшавы были депортированы из города, многие попали в немецкие лагеря. Были уничтожены самые ценные памятники польской культуры.
Уже в ходе восстания его организаторы, в попытках как-то оправдаться перед своим народом, выдвинули против советской стороны серьёзное обвинение в том, что она якобы сознательно прекратила наступление на Варшаву из-за Варшавского восстания и тем самым дала возможность германским войскам расправиться с восставшими, и поэтому на её совести лежит смерть многих тысяч варшавян и разрушенная столица Польши. Правительство Польши в изгнании наглядно показало обществу своё бессилие, для поляков ужасный крах восстания стал большим шоком. На Московской конференции стало ясно, что никто из союзников не поддерживает позицию правительства Миколайчика, после конференции Черчилль предъявил Миколайчику ультиматум с требованием признать Линию Керзона в течение 48 часов. Появились глубокие сомнения в искренности политики Запада.
Восстание, должное предотвратить создание коммунистического правительства Польши, способствовало его возникновению. Стало понятно, что рассуждения о власти эмигрантского правительства носили сугубо теоретический характер. После того, как все попытки Великобритании вырастить что-то вменяемое из польского эмигрантского правительства откровенно провалились, Станислав Миколайчик ушёл в отставку вместе со своей партией и своими сторонниками; отношения Великобритании с правительством Т. Арцишевского сводились фактически только к его признанию. 8 декабря 1944 года Сталин писал Черчиллю, что «Я считаю, что теперь наша задача заключается в том, чтобы поддержать Польский комитет в Люблине и всех тех, кто хочет и способен работать вместе с ним». Черчилль приказал избавиться от правительства Арцишевского. Правительства Великобритании и США после многочисленных неудачных попыток склонить эмигрантское правительство в пользу принятия постановлений глав «большой тройки» («линия Керзона», кадровые компромиссы) в конце концов решили обойтись без лондонского правительства. Оказалось, что лозунги польских властей в изгнании и подчиненных им структур о «единственном законном польском правительстве» в Лондоне и якобы неизменном существовании границ Второй Речи Посполитой не представляли для держав-победительниц никакого интереса. Рузвельт высказал мнение, что в действительности с 1939 г. никакого польского правительства не существовало, тогда он предложил партнерам, чтобы союзники помогли полякам созвать это правительство. Так, среди ссор и многочисленных претензий эмигрантское правительство упустило все возможности своего возвращения в Польшу. В итоге Польша обошлась без них, а якобы « единственное законное правительство» на родину не вернулось. Запад списал его со счетов полностью ввиду полной непригодности для любых серьезных переговоров. Это было поражение британской дипломатии. Политические умозаключения главнокомандующих польскими силами на Западе, руководства Армии Крайовой и большинства политиков польского эмигрантского правительства относительно текущей военной и политической ситуации, обязательств западных держав и отношений между членами «Великого Альянса» Антигитлеровской коалиции основывались на иллюзиях, игнорировавших геополитическое влияние СССР, и в конечном итоге потерпели грандиозное поражение. «Либерум вето» в отношении новых восточных границ Польши и создания коалиционного правительства на базе реорганизованного  ПКНО провалилось, Запад признал новое коалиционное правительство Польши.
Польское эмиграционное правительство проиграло ожесточённую борьбу с фактами, власть правительства в изгнании оказалась фикцией, границы Польши, определенные «Большой тройкой», оказались неизменными. Попытки вооружённого сопротивления были сломлены. Идея бойкота результатов хода Второй мировой войны провалилась. «Либерум вето» польского антикоммунистического вооружённого подполья оказалось неудачным. Оказавшись в положении политического банкротства, инициаторы и организаторы восстания, стремясь снять с себя ответственность за сокрушительное поражение и не оправдываться за свои просчёты, обвинили во всём «Советы». Против СССР был открыт ещё один информационный фронт. Связано это и с тем, что сразу же началась жёсткая идеологическая схватка между советской и антисоветской пропагандой. Расчёт на поражение СССР во второй или третьей мировой войне оказался ошибкой. Естественно, польское правительство в изгнании пыталось найти виноватых везде, где только можно, кроме самой польской элиты, делая всё, чтобы обелить себя и выставить свои поступки единственно правильными. Трагедия Варшавы негативно сказалась на советско-польских отношениях.
В историографии СССР и Польской Народной Республики восстание рассматривалась как плохо подготовленная авантюра. Вся ответственность за провал восстания возлагалась на эмигрантское правительство и командование Армии Крайовой, стремившиеся упредить освобождение Варшавы советскими войсками и первым захватить власть. Небезосновательно утверждалось, что Красная армия остановилась по не зависящим от неё причинам. Она растянула порядки и коммуникации, не было сил, свежих частей, боеприпасов и горючего, части стали перебрасывать на Балканы, и вообще «приказ о переходе к обороне прорвавшейся на пражском направлении 2-й танковой армии был отдан и. о. командующего армией 1 августа в 4:10 по московскому времени, то есть примерно за 12 часов до начала восстания и за полтора суток до того, как о восстании стало известно в Лондоне, а через Лондон в Москве».
Западные историки обычно обвиняли советское командование в умышленном уклонении от помощи полякам, советские историки возражали, ссылаясь на то, что попытки поддержать восстание предпринимались, но по объективным обстоятельствам оказание такой помощи было невозможным. Уже в ходе восстания и сразу после его поражения сложилась версия, что Красная армия из-за Варшавского восстания сознательно прекратила наступление к Варшаве и даже отвела войска, по политическим мотивам не желая оказывать какой-либо поддержки восставшим. Тема постепенно и сознательно превращалась в идеологическое оправдание военной авантюры. Эта версия была изложена в послевоенных мемуарах и исследованиях У. Черчилля, Т. Бур-Коморовского, С. Миколайчика, В. Андерса, В. Побуг-Малиновского и сразу стала господствующей в литературе, издававшейся польской эмиграцией. В годы «холодной войны» и после эта концепция широко использовалась в информационной войне против социалистических стран, а послe 1991 года — против России, в перестроечные годы и после концепция широко использовалась и в России.
Послe 1989 года под воздействием исторической политики, части польских средств массовой информации и части истеблишмента восстание постепенно стало главным событием Второй мировой войны для многих поляков. Пропаганда Института национальной памяти, имеющего государственный статус, и части польских средств массовой информации назвала Варшавское восстание крупнейшей городской битвой Второй мировой войны, по версии Директора Музея Второй мировой войны (Кароль Навроцкий) восстание — крупнейшие городские бои XX века. Пропаганда назвала восстание крупнейшей военной операцией подполья в оккупированной немцами Европе, что не соответствует действительности.

## Современные оценки
В настоящее время ряд польских политиков, историков и публицистов заявляет, что во время варшавского восстания была одержана «моральная победа» — героическая попытка остановить поход Красной армии на Запад, спасти Польшу и Западную Европу от СССР. Само понятие «моральная победа» восстания возникло после войны, пропаганда пытается выдать провал за успех. Польская историческая политика имеет тенденцию умалчивать об ошибках Польского правительства в изгнании и руководства восстания, повлёкших за собой сотни тысяч погибших или попавших в немецкие лагеря, разрушение Варшавы и разгром варшавской Армии Крайовой, обвиняя во всем СССР. Господствующая польская историография исходит из позиции той политической группировки, которая была представлена лондонским правительством (эмигрантским правительством Польши, которое базировалось в Лондоне в 1940—1990 годах) и руководством военно-политического подполья, подчинявшегося лондонскому правительству. Согласно польской исторической политике, западные союзники недостаточно поддерживали польских антикоммунистов в их попытках захватить власть в зоне операций советских войск (в пределах границ Второй Речи Посполитой), что они должны были сделать, но Рузвельт и Черчилль предали поляков. Согласно польской исторической политике, СССР был обязан передать власть над Польшей представителям «лондонского лагеря», которые считали Советский Союз врагом и которые, придя к власти, начали бы противостояние с СССР, сражаясь за восточные границы Республики Польша в соответствии с Рижским мирным договором 1921 года. Одна из базовых идей государственной исторической политики — «теория двух оккупаций», нацистской и советской, то есть замена одной оккупации другой,.
В современной польской исторической и публицистической литературе широко распространены голословные утверждения о том, что СССР не оказал никакой помощи восставшим, якобы Великобритания и США готовы были сделать все, чтобы помочь Варшавскому восстанию, но только СССР противилось этому.
Глава Минобороны Польши Антоний Мачеревич заявил:

«Крупнейшая битва Второй мировой войны. Нужно отдавать себе отчёт в том, чем было Варшавское восстание. Это была крупнейшая битва, которая предрешила судьбы Европы, потому что только благодаря этому фронт был удержан, только благодаря этому многие страны могли сохранить независимость, только благодаря этому советская армия не пошла дальше на запад. А так могло быть, нужно отдавать себе в этом отчёт: советская армия могла пойти гораздо дальше на запад, чем пошла, если бы не жертва Варшавского восстания»

В 2017 году министр обороны добавил, что повстанцы вели борьбу с двумя врагами: Германия были первой, а второй Красная армия, которая не вошла в Варшаву. По словам министра обороны Польши, «Они должны были отбить одновременно двух врагов, которые сговорились против существования польского народа». Сегодня подчёркивается преемственность существующего в Польше политического строя и событий варшавского восстания, а также политическая направленность восстания против СССР и ПКНО. В Польше Варшавское восстание нередко связывают с падением коммунистического режима в Польше.
Сегодня в Польше на официальном уровне возлагают ответственность за поражение варшавского восстания в первую очередь на И. В. Сталина и СССР, , а во вторую — на западные державы. В различных публикациях в рамках государственной исторической политики повторяется голословные утверждение о том, что в начале августа 1944 года советские части (в зависимости от позиции авторов — фронтов или 1-го Белорусского фронта) из-за Варшавского восстания по приказу Сталина специально приостановили наступление из политических соображений, не желая идти на помощь восставшим. Такая точка зрения широко распространена на бытовом уровне в современной Польше. В 2004 году премьер-министр Польши Марек Белка потребовал от Великобритании и её союзников извинений за то, что ими не была оказана помощь участникам Варшавского восстания и за нежелание «надавить» на Сталина, дабы вытребовать у него помощь. Правительство Великобритании отказалось извиняться перед Польшей.
Министр иностранных дел Польши Влодзимеж Цимошевич поддержал премьера, добавив, что Россия должна просить прощения: «Так же, как президент Германии Роман Херцог 10 лет назад и канцлер Германии в эти дни, глава российского государства должен был бы набраться смелости и извиниться перед поляками за то, что произошло здесь 60 лет назад».
В 2004 году Президент Польши Александр Квасьневский заявил, что «этот порыв был бунтом против намечающегося послевоенного порядка и борьбой за независимую Польшу».
Директор Института национальной памяти (Януш Куртыка) заявил, Армия Крайова стремилась не допустить «освобождения» Варшавы советскими войсками, Армией Людовой и прихода к власти Польского комитета национального освобождения.
В 2008 году Президент Польши Лех Качиньский заявил, что: «Варшавское восстание было решением столь же трагическим, сколь и необходимым. Это была последняя попытка сохранить независимость Польши. Советская армия уже входила в пражское предместье Варшавы. У нас за плечами был опыт Вильно и Львова. Было очевидно, что либо Варшавой овладеют поляки, и там сможет появиться польское правительство из Лондона, либо никаких шансов на сохранение независимости нет. Не будем забывать, что 1 августа 1944 года в Люблине уже действовал Польский Комитет Национального Освобождения — группа ренегатов, которые от имени иностранной державы готовились править Польшей. Таким образом, это решение было необходимо».
Бюро национальной безопасности Польши при президенте Польши 16 сентября 2009 года выпустило обширный доклад (в полном виде, в том числе на русском и английском языках, опубликован на официальном сайте БНБ) за подписью руководителя ведомства Александра Щигло: «Цель повстанцев состояла не только в освобождении столицы Польши от армии нацистской Германии, но также в нарушении согласованного СССР, США и Великобританией в Тегеране в 1943 году разделения Европы».
29 июля 2009 года Лех Качиньский предложил учредить в стране новый государственный праздник, посвящённый варшавскому восстанию 1944 года и считать 1 августа Днём памяти о восстании. Национальный день памяти Варшавского восстания был установлен Польским Сеймом в соответствии с законом «Об учреждении государственного праздника в память жертв Варшавского восстания».

## Вопрос о немецких потерях
Немецкие архивные данные свидетельствуют, что воинские формирования потеряли безвозвратно 1 танк T-V и 2 САУ Hetzer, полицейские подразделения и коллаборационистские воинские формирования потеряли безвозвратно несколько танков. Почти все повреждённые танки и САУ немцы эвакуировали и отремонтировали (некоторые танки и САУ ремонтировали несколько раз). Все формирования нацистской Германии потеряли безвозвратно несколько танков и несколько САУ. По версии польской стороны, уничтожены 290 танков, САУ и броневиков, то есть несколько немецких танковых дивизий августа 1944, что не соответствует действительности. Немецкие архивные данные свидетельствуют, что все формирования нацистской Германии (включая все коллаборационистские формирования) потеряли безвозвратно oколo 3 тыс. погибших и умерших от ран (из них некоторые погибли от советской артиллерии и авиации, а также в бою с отрядами 1-й армии Войска Польского) и oколo 10 тыс. раненных. Потери группы фон дем Баха, составили 9044 человек, в том числе 1570 убитых. Подсчёт общих потерь нацистской Германии в боевых действиях в Варшаве с 1947 года основан на откровенной фальсификации немецких потерь до уровня 17 тыс. убитых и 9 тыс. раненых. Эти неточные данные повторил Уинстон Черчилль, она широко встречается в СМИ, в учебниках истории, в современных работах Института национальной памяти, ряда историков и публицистов, в Музее Варшавского восстания. Эти подсчёты немецких потерь, не имеющие ничего общего с действительностью, повторяются во многих изданиях (книге Варшавское восстание 1944 в документах из архивов спецслужб) и др.). Ключевым аргументом в поддержку цифры в 17 000 человек — помимо цитат из Баха и Гелена — являются общие потери, понесённые Кампфгруппой Дирлевангера, одним из немногих немецких оперативных подразделений, сражавшихся с поляками. В настоящее время эти потери оцениваются в 3500 человек.

## Намеренная фальсификация данных о площади освобождённой повстанцами территории города
Территория города равнялась 134,7 км², включая 42,9 км² на восточном берегу Вислы. Повстанцы освободили около 1/3 территории столицы. Вопреки фактам утверждается, что повстанцы освободили большую часть Варшавы. Эта информация, пущенная в оборот в пропагандистских целях генералом Т. Бор-Коморовским, широко встречается в СМИ, в современных работах ряда историков и публицистов, причём многократное повторение самыми разными авторами создаёт впечатление общепризнанного и надёжно установленного факта. Однако эти выводы совершенно не выдерживают конфронтации с фактами и рассчитаны при этом на полную некомпетентность читателя.

## Награды и знаки отличия
- «Варшавский щит» (WARSCHAU 1944) — учреждённый 10 декабря 1944 года знак отличия нацистской Германии, которым должны были награждать военнослужащих вермахта, войск СС, полиции, люфтваффе и вспомогательных частей, принимавших участие в боевых действиях в Варшаве в период с 1 августа по 4 октября 1944 года. Серийное производство знака налажено не было, поскольку после выпуска установочной партии заводская линия была уничтожена в ходе авианалёта;
- Крест Варшавского восстания— государственная награда Польской Народной Республики для участников восстания.

## В искусстве
События Варшавского восстания отражены в многочисленных кинофильмах, монументальном и изобразительном искусстве, поэзии, а также в литературно-художественных и публицистических произведениях.

### Монументальное и изобразительное искусство
- Памятник участникам Варшавского восстания в Варшаве
- Памятник пехотной дивизии имени Костюшко в Варшаве

### Кино и телевидение
- «Запрещённые песенки» (Польша, 1946 г.).
- «Канал» (Польша, 1957).
- «Эроика» (Польша, 1958).
- «Каменное небо» (Польша, 1959).
- Четвёртый и пятый фильм киноэпопеи «Колумбы» (сериал, Польша 1970) посвящены восстанию в Варшаве.
- «Четыре танкиста и собака» (сериал, Польша, 1966—1970), 6-я серия «Мост».
- «В погоне за Адамом» (Польша,1970).
- «Час W» (Польша, 1979).
- «День рождения молодого варшавянина» (Польша, 1980 г.); снят по роману Ежи Стефана Ставиньского «Записки молодого варшавянина».
- «День четвёртый» (Польша, 1984).
- «Перстенёк с орлом в короне» (Польша, 1992) режиссёра Анджея Вайды. Действие фильма начинается с эпизодов Варшавского восстания, далее показываются судьбы бывших участников восстания в первые послевоенные годы.
- «Зерно, орошённое кровью» (Польша, 1994).
- «Пианист» (Франция—Германия—Великобритания—Польша, 2002).
- «Город 44» (Польша, 2014).
- «Время чести» (сериал, Польша, 2008—2014), большая часть 7-го сезона.
- Второй фильм киноэпопеи Юрия Озерова «Солдаты свободы» большей частью посвящён восстанию в Варшаве.
- Камни на шанец / Kamienie na szaniec (Польша 2014)

### Музыка
- Шведская пауэр-металл группа Sabaton посвятила восставшей Варшаве песню «Uprising» с альбома Coat of Arms;
- Польская рок-группа Lao Che в 2005 году выпустила альбом «Powstanie Warszawskie» состоящий из 10 песен, повествующих о восстании.
- Металл-группа Hail of Bullets выпустила в 2009 году EP под названием «Warsaw Rising»;
- Словенская группа Laibach выпустила в 2014 году новый EP LAIBACH «1 VIII 1944. Warszawa». Альбом посвящён августовскому Варшавскому восстанию 1944 года.